# Krytyka kapitalizmu
Krytyka kapitalizmu wywodzi się z różnych podejść politycznych i filozoficznych, w tym anarchistycznych, socjalistycznych, marksistowskich, religijnych, nacjonalistycznych i konserwatywnych. Niektórzy uważają, że kapitalizm można przezwyciężyć jedynie rewolucją, podczas gdy inni, że zmiany strukturalne powinny zachodzić powoli poprzez reformy polityczne. Wśród postaw krytycznych, pojawiają się również takie, według których kapitalizm posiada zalety i należy go zrównoważyć formą kontroli społecznej, zazwyczaj poprzez regulacje rządowe (np. społeczna gospodarka rynkowa).   
Wśród krytyki kapitalizmu dominują argumenty, że jest on z natury związany z wyzyskiem, wyobcowaniem, niestabilnością i przyczynia się do znaczących nierówność ekonomicznych, utowarowienia ludzi i przyrody, jest antydemokratyczny oraz prowadzi do erozji praw człowieka i suwerenności narodowej, jednocześnie prowokując imperialistyczną ekspansję i wojny. Są również argumenty, że powoduje zmianę klimatu, utratę bioróżnorodności, erozję i utratę gleb, wyczerpuje surowce, oraz wytwarza duże ilości zanieczyszczeń i odpadów, zaburzając równowagę ekologiczną Ziemi (granice planetarne).

## Geneza

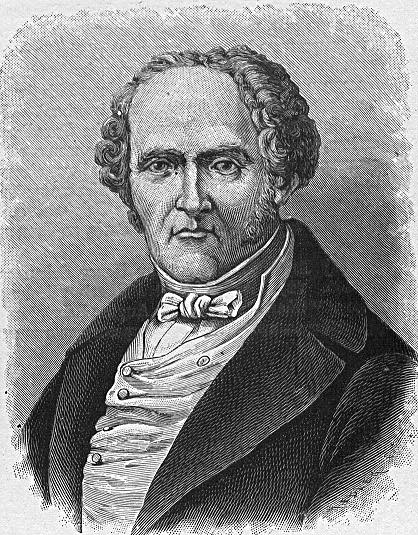
Charles Fourier, socjalista utopijny, jeden z pierwszych krytyków kapitalizmu

Według Edwarda P. Thompsona krytyki kapitalizmu można dopatrywać się już w ruchu luddystów z początku XIX w.  Wraz ze zmianami w świecie pracy spowodowanymi industrializacją pojawiły się ruchy robotnicze, zwłaszcza w Anglii, ale także w innych krajach europejskich, których celem było zachowanie środków do życia. Obejmowało to między innymi niszczenie maszyn oraz łączenie się w zorganizowane grupy interesu. Według Erica Hobsbawma radykalny sprzeciw wobec automatyzacji nie dokumentuje wrogości wczesnych robotników przemysłowych wobec maszyn jako takich, ale raczej bunt przeciwko właścicielom fabryk, którzy używali maszyn do intensyfikacji wyzysku i dyscyplinowania pracowników.
Socjalistyczna krytyka kapitalizmu pierwotnie zakładała alienację poprzez rewolucję przemysłową. Już utopijni socjaliści, tacy jak Charles Fourier, krytykowali kapitalizm i projektowali utopijne modele alternatywne. Z kolei przeciwnik Robert Owen, uważany jest za twórcę systemu spółdzielczego, który próbował znaleźć praktyczne rozwiązania dla bardziej humanitarnych warunków pracy i form wspólnego życia.
Wcześni krytycy kapitalizmu, tacy jak Fryderyk Engels czy Karol Marks, twierdzili, że szybka industrializacja w Europie stworzyła warunki pracy postrzegane jako niesprawiedliwe, w tym 14-godzinny dzień pracy, pracę dzieci i slumsy. Wśród współczesnych ekonomistów pojawia się pogląd, że średni standard życia nie poprawił się lub poprawiał się bardzo powoli przed 1840.

## Krytyka ze względu na szkołę myślenia

### Socjalizm
Socjaliści twierdzą na ogół, że kapitalizm koncentruje władzę i bogactwo w małej grupie społecznej, która kontroluje środki produkcji i czerpie bogactwo poprzez system wyzysku. Tworzy to – ich zdaniem – warstwowy system społeczny oparty na nierównych stosunkach społecznych, niezapewniających równych szans dla każdego człowieka; ów system chce zmaksymalizować swój potencjał i nie wykorzystuje dostępnych technologii oraz środków w interesie społeczeństwa. Socjalizm deklaruje, że kapitalizm jest złym systemem ekonomicznym, gdyż w dużej mierze służy interesom właściciela kapitału i wiąże się z wykorzystaniem pracowników. Aby to zmienić, chce zastąpić go innym systemem lub znacznie zmodyfikować drogą reform (reformizm), co ma na celu stworzenia bardziej sprawiedliwego społeczeństwa, gwarantującego lepsze standardy życiowe.
Socjalizm jest teorią i polityką organizacji społecznej, która popiera własność i demokratyczną kontrolę środków produkcji przez pracowników bądź społeczność jako całość, a także zarządzanie nimi lub dystrybucję w interesie wszystkich. Socjaliści opowiadają się za spółdzielniami pracowniczymi/gospodarką wspólnotową lub za sektorami gospodarki z demokratyczną kontrolą społeczeństwa bądź państwa, chociaż istniały pewne nurty wykluczające demokratyczną kontrolę. Własność „państwowa” lub „spółdzielcza” stoi w fundamentalnej opozycji do „prywatnej” (nie należy jej mylić z własnością osobistą) własności środków produkcji, która jest cechą charakterystyczną systemu kapitalistycznego. Większość socjalistów argumentuje, że kapitalizm koncentruje władzę, bogactwo i zyski wśród niewielkiej części społeczeństwa, która kontroluje kapitał i czerpie bogactwo z wyzysku.
Socjaliści argumentują, że akumulacja kapitału generuje marnotrawstwo m.in. poprzez zjawisko efektów zewnętrznych, które wymagają kosztownych naprawczych środków regulacyjnych. Wskazują również, że proces ten tworzy szkodliwe branże i praktyki (np. agresywna reklama), które istnieją wyłącznie aby generować sztuczny popyt na produkty powstałe wyłącznie dla zysku; w ten sposób kapitalizm często kreuje, a nie zaspokaja popyt ekonomiczny. System ten polega na irracjonalnej działalności, takiej jak kupowanie towarów tylko w celu sprzedaży w późniejszym czasie, gdy ich cena wzrośnie, a nie w celu konsumpcji, nawet jeśli towaru nie można sprzedać z zyskiem potrzebującym; argumentują, że zarabianie pieniędzy lub akumulacja kapitału nie odpowiada zaspokojeniu popytu.
Własność prywatna nakłada ograniczenia na planowanie, prowadząc do trudnych decyzji ekonomicznych, które skutkują niemoralną produkcją, bezrobociem i ogromnym marnotrawstwem zasobów materialnych w czasie kryzysu nadprodukcji. Według socjalistów prywatna własność środków produkcji staje się przestarzała, gdy koncentrują się w scentralizowanych, uspołecznionych instytucjach opartych na prywatnym przywłaszczaniu dochodów (ale opartych na pracy spółdzielczej i wewnętrznym planowaniu alokacji nakładów), aż rola kapitalisty stanie się zbędna. Bez potrzeby akumulacji kapitału i klasy właścicieli prywatna własność środków produkcji postrzegana jest jako przestarzała forma organizacji gospodarczej, którą należy zastąpić swobodnym zrzeszaniem się jednostek w oparciu o publiczną lub społeczną własność aktywów. Socjaliści postrzegają stosunki własności prywatnej jako ograniczające potencjał sił wytwórczych w gospodarce.
Wcześni socjaliści (socjaliści utopijni i ricardiańscy) krytykowali kapitalizm za koncentrację władzy i bogactwa w niewielkiej grupie społeczeństwa oraz za niewykorzystywanie dostępnej technologii i zasobów w największym możliwym stopniu w interesie społecznym.

### Marksizm

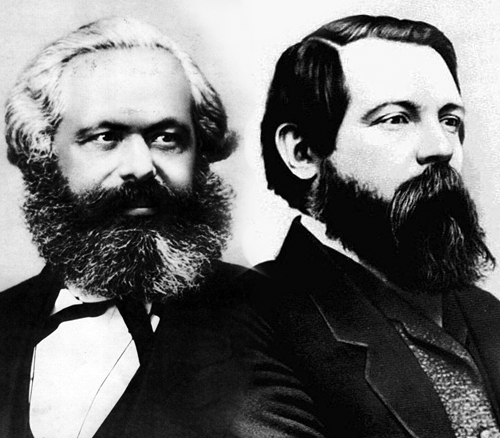
Karol Marks i Fryderyk Engels, jedni z najbardziej rozpoznawalnych krytyków systemu kapitalistycznego

„Epoka kapitalizmu” według Karola Marksa sięgała XVI-wiecznych kupców i małych warsztatów miejskich. Zauważył on, że praca najemna istniała na skromną skalę przez wieki przed powstaniem przemysłu kapitalistycznego. Dla Marksa kapitalistyczny etap rozwoju lub „społeczeństwo burżuazyjne” reprezentował najbardziej zaawansowaną dotychczas formę organizacji społecznej, ale sądził on również, że klasa robotnicza dojdzie do władzy w ogólnoświatowej socjalistycznej lub komunistycznej transformacji społeczeństwa jako końca serii rządów najpierw arystokratycznych, potem kapitalistycznych, a w końcu klasy robotniczej.
Idąc za myślą Adama Smitha, Marks odróżniał wartość użytkową towarów od ich wartości wymiennej na rynku. Według Marksa kapitał powstaje przy zakupie towarów w celu stworzenia nowych towarów o wartości wymiennej wyższej niż suma pierwotnych zakupów. Użycie siły roboczej samo w sobie stało się towarem w kapitalizmie, a wartość wymienna siły roboczej, odzwierciedlona w płacy, jest mniejsza niż wartość, którą wytwarza ona dla kapitalisty.
Karol Marks twierdził, że ta różnica wartości stanowi wartość dodatkową, którą kapitaliści pozyskują i gromadzą. W swojej książce Kapitał, argumentuje, że kapitalistyczny sposób produkcji wyróżnia się tym, w jaki sposób właściciele kapitału pozyskują nadwyżkę – wszystkie poprzednie społeczeństwa klasowe wydobywały nadwyżkę siły roboczej, ale kapitalizm jako pierwszy zaczął tego dokonywać poprzez wartość sprzedaży wyprodukowanych towarów. Podstawowym wymogiem społeczeństwa kapitalistycznego jest to, że duża część populacji nie może posiadać samowystarczalnych źródeł, które pozwoliłyby im na niezależność, i zamiast tego jest zmuszana do sprzedawania swojej pracy za wynagrodzeniem.
W połączeniu z krytyką kapitalizmu Marks był przekonany, że klasa robotnicza, ze względu na swój stosunek do środków produkcji i przewagę liczebną w kapitalizmie, będzie siłą napędową rewolucji socjalistycznej.
W książce Imperializm jako najwyższe stadium kapitalizmu (1916) Włodzimierz Lenin próbował rozwijać teorię marksistowską i argumentował, że kapitalizm z konieczności prowadził do kapitalizmu monopolistycznego – który nazywał także „imperializmem” – w celu znalezienia nowych rynków i zasobów, co reprezentowało ostatni i najwyższy etap kapitalizmu.
Niektórzy XX-wieczni ekonomiści marksistowscy uważali kapitalizm za formację społeczną, w której kapitalistyczne procesy klasowe dominują, ale nie są jedyne. W owych procesach praca dodatkowa przybiera formę wartości dodatkowej, użytecznej jako kapitał; aczkolwiek inne tendencje do wykorzystania siły roboczej są obecne w społeczeństwach, w których dominują procesy kapitalistyczne. Niemniej myśliciele późnego marksizmu argumentują, że formację społeczną jako całość można sklasyfikować jako kapitalistyczną, jeśli kapitalizm jest sposobem pozyskiwania nadwyżki, nawet jeśli ta nadwyżka nie jest wytwarzana przez działalność kapitalistyczną, jak w przypadku absolutnej większości populacji zaangażowanej w niekapitalistyczną działalność gospodarczą.
David Harvey w swojej książce Limits to Capital (1982) przedstawia nakreślony, „przestrzennie niespokojny” kapitalizm w połączeniu z przestrzennością powstawania i rozwiązywania kryzysów. Harvey opierając się na teorii kryzysu Marksa, stwierdził, że kapitalizm musi mieć swoje „poprawki”, ale nie możemy z góry określić, jakiego rodzaju ani w jakiej formie zostaną one wprowadzone. Według Harveya kapitalizm stwarza warunki dla niestabilnego i geograficznie nierównomiernego rozwoju.
Socjologowie, tacy jak Ulrich Beck, wyobrażali sobie społeczeństwo ryzyka jako nową wartość kulturową, która postrzegała ryzyko jako towar wymienialny w zglobalizowanych gospodarkach. Teoria ta sugerowała, że katastrofy i gospodarka kapitalistyczna są ze sobą nieuchronnie splecione. Katastrofy pozwalają na wprowadzenie programów ekonomicznych, które w przeciwnym razie zostałyby odrzucone, a także na decentralizację struktury klasowej w produkcji.

### Anarchizm i wolnościowy socjalizm

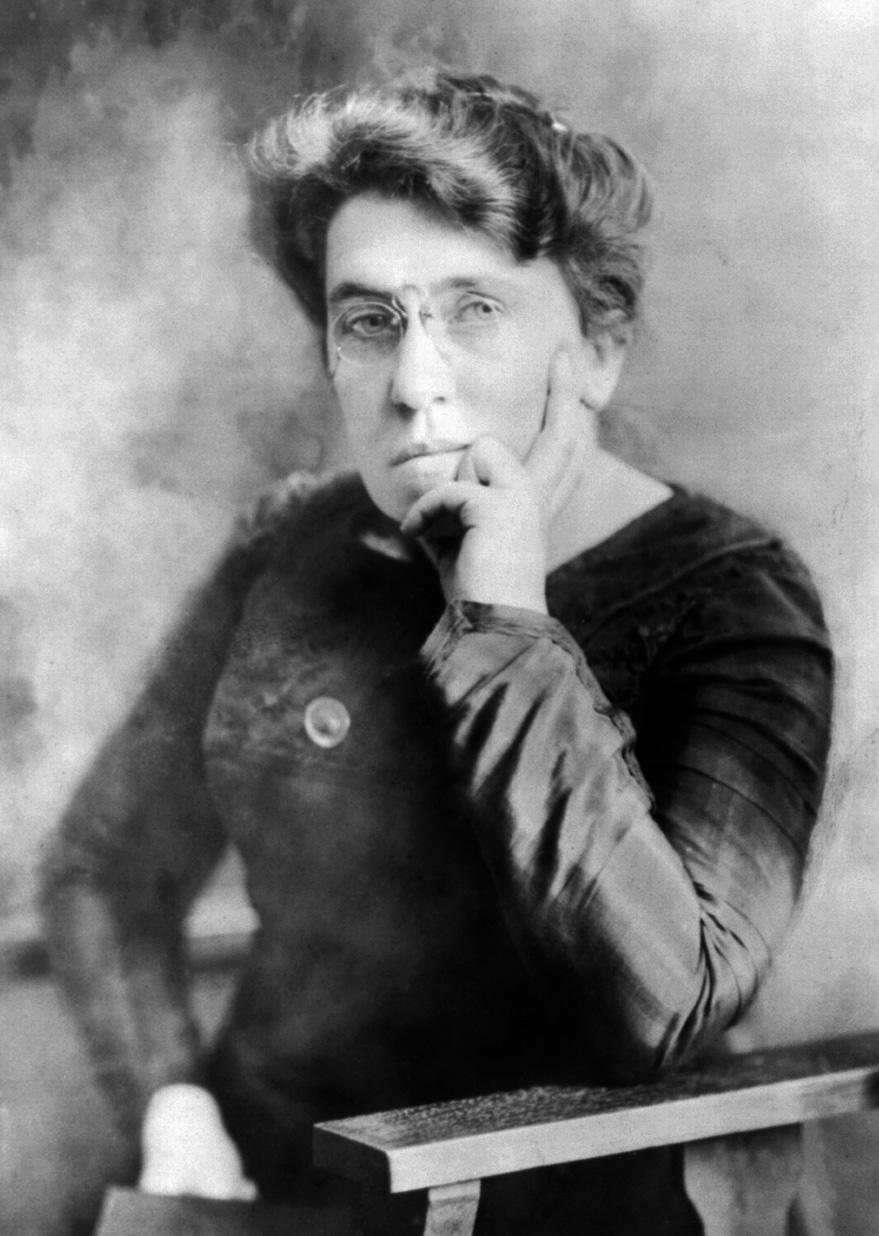
Emma Goldman potępiła niewolnictwo płacowe, mówiąc: „Jedyna różnica polega na tym, że jesteście najemnymi niewolnikami zamiast niewolnikami własnościowymi”

Dla wpływowego niemieckiego indywidualistycznego filozofa-anarchisty Maxa Stirnera własność prywatna jest „zjawą”, które „żyje dzięki łasce prawa” i „staje się tylko na mocy prawa”. Innymi słowy, własność prywatna istnieje wyłącznie „dzięki ochronie państwa i dzięki łasce państwa”. Przyznając, że potrzebuje ona państwowej ochrony, Stirner jest także świadomy, że „nie robi żadnej różnicy »dobrym obywatelom« to, kto ich chroni i jakie wyznaje zasady, czy to jest król, monarcha absolutny, czy też monarcha konstytucyjny, czy republika, byleby tylko znajdowali się oni pod ochroną. A jakie są te ich zasady, czego obrońców oni zawsze »kochają«? (…) obrońców mienia przynoszącego zyski (…) działającego kapitału (…)”. Natomiast francuski anarchista Pierre-Joseph Proudhon sprzeciwiał się przywilejom rządowym, które chronią kapitalistyczne, bankowe i ziemskie interesy oraz gromadzeniu lub nabywaniu własności (i wszelkim formom przymusu, które do tego doprowadziły), które jego zdaniem utrudniają konkurencję i utrzymują bogactwo w rękach nielicznych. Hiszpański anarchista indywidualista Miguel Giménez Igualada widział:

kapitalizm [jako] efekt rządu; zniknięcie rządu oznacza, że kapitalizm spada z piedestału przyprawiając o zawrót głowy... To, co nazywamy kapitalizmem, nie jest czymś innym, ale produktem państwa, w którym jedyną rzeczą, która jest popychana do przodu, jest zysk, dobry lub źle zdobyty. Tak więc walka z kapitalizmem jest bezsensownym zadaniem, ponieważ czy to kapitalizm państwowy, czy kapitalizm korporacyjny, tak długo, jak istnieje rząd, będzie istniał wyzysk kapitału.

W ramach anarchizmu pojawiła się krytyka niewolnictwa najemnego, które odnosi się do sytuacji postrzeganej jako niewolnictwo quasi-dobrowolne, w której środki utrzymania danej osoby zależą od płacy, zwłaszcza gdy zależność jest całkowita i natychmiastowa. Jest to termin o negatywnych konotacjach, używany do rysowania analogii między niewolnictwem a pracą najemną poprzez skupienie się na podobieństwach między posiadaniem a wynajmowaniem osoby. Termin niewolnictwo najemne był używany do krytykowania wyzysku ekonomicznego i rozwarstwienia społecznego, przy czym pierwsze postrzegane jest przede wszystkim jako nierówna siła przetargowa między pracą a kapitałem (szczególnie, gdy pracownicy otrzymują stosunkowo niskie płace, np. w sweatshopach), a drugie jako m.in. brak samorządności pracowniczej, możliwości spełniania wyborów zawodowych czy prawa do wypoczynku. Wolnościowi socjaliści wierzą, że jeśli wolność jest ceniona, to społeczeństwo musi dążyć do systemu, w którym jednostki mają władzę decydowania o kwestiach ekonomicznych wraz z kwestiami politycznymi. Wolnościowi socjaliści dążą do zastąpienia nieuzasadnionej władzy demokracją bezpośrednią lub uczestniczącą, dobrowolną federacją i powszechną autonomią we wszystkich aspektach życia.
Wraz z nadejściem rewolucji przemysłowej myśliciele tacy jak Proudhon i Marks opracowali porównanie między pracą najemną a niewolnictwem w kontekście krytyki własności społecznej nieprzeznaczonej do aktywnego użytku osobistego. Luddyści podkreślali dehumanizację, jaką przyniosły maszyny, podczas gdy późniejsza amerykańska anarchistka Emma Goldman potępiła niewolnictwo najemne, mówiąc: „Jedyna różnica polega na tym, że jesteście najemnymi niewolnikami zamiast niewolnikami własnościowymi”. Goldman uważała, że ekonomiczny system kapitalizmu jest nie do pogodzenia z ludzką wolnością. „Jedyną rozpoznawaną przez własność potrzebą”, napisała w Anarchizm i inne eseje, „jest jej własna żarłoczna żądza pomnażania bogactwa, bogactwo oznacza bowiem władzę – moc podporządkowywania, moc pogrążania, moc wyzysku, niewolenia, znieważania i poniżania”. Argumentowała również, że kapitalizm odczłowieczył robotników, sprowadzając go do roli „zwyczajnego trybu w machinie, który ma mniej woli i decyzyjności od swego pana z żelaza i stali”.
Noam Chomsky twierdzi, że istnieje niewielka różnica moralna między niewolnictwem ruchomości a wynajmowaniem siebie właścicielowi lub „niewolnictwem najemnym”. Uważa, że jest to atak na integralność osobistą, który podważa wolność jednostki. Utrzymuje, że pracownicy powinni posiadać i kontrolować swoje miejsce pracy. Wielu wolnościowych socjalistów argumentuje, że dobrowolne stowarzyszenia na dużą skalę powinny zarządzać produkcją przemysłową, a pracownicy zachować prawo do poszczególnych produktów swojej pracy. W związku z tym socjalizm wolnościowy rozróżnia pojęcia „własności prywatnej” i „własności osobistej”. Podczas gdy „własność prywatna” zapewnia jednostce wyłączną kontrolę nad rzeczą, niezależnie od tego, czy jest ona używana, czy nie, i niezależnie od jej zdolności produkcyjnej, „posiadanie” nie daje żadnych praw do rzeczy, które nie są używane.
Oprócz monopoli „wielkiej czwórki” (ziemia, pieniądze, cła i patenty) określonej według indywidualistycznego anarchisty Benjamina Tuckera, Kevin Carson argumentuje, że państwo przekazało również bogactwo bogatym, subsydiując centralizację organizacyjną w postaci transportu i komunikacji. Uważa, że Tucker przeoczył tę kwestię ze względu na skupienie się na indywidualnych transakcjach rynkowych, podczas gdy Carson koncentruje się również na kwestiach organizacyjnych. Utrzymuje, że „kapitalizm, powstały jako nowe społeczeństwo klasowe bezpośrednio ze starego średniowiecznego społeczeństwa klasowego, został założony na bazie rabunku tak samo masowego, jak wcześniejszy feudalny podbój ziemi. Utrzymuje się do chwili obecnej dzięki nieustannej interwencji państwa w celu ochrony systemu przywilejów, bez których jego przetrwanie jest nie do pomyślenia”. Carson ukuł pejoratywny termin „wulgarny libertarianizm”, frazę opisującą użycie retoryki wolnorynkowej w obrona kapitalizmu korporacyjnego i nierówności ekonomicznych. Według Carsona termin ten wywodzi się od wyrażenia „wulgarna ekonomia polityczna”, które Karol Marks opisał jako porządek ekonomiczny, który „celowo staje się coraz bardziej przepraszający i usilnie próbuje wybić z istnienia idee które zawierają sprzeczności [istniejące w życiu gospodarczym]”.

### Konserwatyzm i tradycjonalizm
W książce Conservatives Against Capitalism autor Peter Kolozi opierał się na definicji prawicy i lewicy Norberto Bobbio, dzieląc te dwa obozy zgodnie z ich preferencjami dla równości lub hierarchii. Na tej podstawie argumentował, że kapitalizm spotyka się z uporczywą krytyką ze strony prawicy już od początku rewolucji przemysłowej. Tacy krytycy, choć heterogeniczni, są zjednoczeni w przekonaniu, że „kapitalizm leseferystyczny podkopał ustaloną hierarchię społeczną rządzoną przez cnotliwych lub doskonałych”.
We wrześniu 2018 Murtaza Hussain, odnosząc się do książki Petera Koloziego, na portalu The Intercept stwierdził:

Pomimo wszystkich dzielących ich różnic, istnieje jeden kluczowy aspekt historii intelektualnej przedstawiony w książce Conservatives Against Capitalism, który dotyczy kwestii wspólnej troski zarówno lewicy, jak i prawicy: potrzeba wspólnoty. Jedną z ponurych konsekwencji społecznych darwinowskich nacisków rozpętanych przez wolnorynkowy kapitalizm było zniszczenie sieci społecznych, rodzinnych i zawodowych stowarzyszeń w rozwiniętych społeczeństwach. [...] Te tak zwane instytucje pośrednie odegrały historycznie istotną rolę, dając zwykłym ludziom poczucie sensu i chroniąc ich przed przemocą strukturalną państwa i rynku. Ich utrata doprowadziła do powstania ogromnej klasy zatomizowanych i samotnych ludzi, odciętych od tradycyjnych źródeł wsparcia i pozostawionych samym sobie, by walczyć z potęgą bezosobowych sił ekonomicznych.

Jak zauważył Jacek Bartyzel, postawy krytyczne wobec kapitalizmu przejawiali również hiszpańscy karliści, którzy od momentu swojego powstania w XIX w. negatywnie podchodzili do liberalnej myśli ekonomicznej.

### Faszyzm
Faszyści sprzeciwiali się zarówno międzynarodowemu socjalizmowi, jak i wolnorynkowemu kapitalizmowi, twierdząc, że ich poglądy reprezentują trzecie stanowisko i zapewniają realistyczną ekonomiczną alternatywę. Opowiadali się za korporacjonizmem i współpracą klasową, wierząc, że istnienie nierówności oraz hierarchia społeczna są korzystne (wbrew poglądom socjalistów), argumentując jednocześnie, że państwo odgrywa rolę w pośredniczeniu w stosunkach między klasami (wbrew poglądom liberałów).

### Krytyka religijna
Krytyka systemu kapitalistycznego lub jego elementów jest obecna również w wielu religiach. Wynika ona jednak z dogmatów wiary, a nie postaw ideologicznych. Poniższe przykłady stanowią wyłącznie jedne z interpretacji obecnych w danych religiach.

#### Islam
Wśród zakazów określonych w prawie islamskim znajdują się m.in. zakaz lichwy, czyli bogacenia się na skutek pożyczania pieniędzy na wysoki procent (zakaz ten znajduje się również w Starym Testamencie) oraz inwestowania pieniędzy w działalność, której celem jest oferowanie dóbr i usług niezgodnych z podstawowymi wartościami islamu (np. produkcja broni czy alkoholu). Inną kwestią jest religijny dogmat, według którego wszystkie rzeczy należą do Allaha, co w pewien sposób podważa kapitalistyczny fundament własności prywatnej. W islamie surowo zabroniony jest również hazard (maisir).

Niektórzy wskazują na antykapitalistyczny wydźwięk filarów islamu, jak np. jałmużna, czyli oddawanie części swoich dochodów na rzecz społeczeństwa, a w szczególności na rzecz potrzebujących. 
Natomiast termin islamskiego socjalizmu został ukuty przez muzułmańskich teologów, określający bardziej uduchowioną formę socjalizmu. Islamscy socjaliści uważają, że nauki Koranu i Mahometa – szczególnie zakat – są zgodne z zasadami równości gospodarczej i społecznej. Muzułmańscy socjaliści czerpią inspirację z wczesnego ustroju Medyny ustanowionego przez Mahometa. W przeciwieństwie do zachodniego ruchu socjalistycznego (jak i chrześcijańskich demokratów), część z nich nie chce rozdziału religii od państwa, deklarując przy tym chęć budowy demokratycznych struktur państwowych. Za narodziny współczesnego socjalizmu islamskiego uznaje się początek ruchu antyimperialistycznego na Bliskim Wschodzie.

#### Chrześcijaństwo
Chrześcijaństwo także zabrania lichwy, ale współczesne społeczeństwa zachodnie porzuciły tę ideę ze względu na zasadę rozdziału Kościoła od państwa, która doprowadziła do sekularyzacji społeczeństwa i wykuła system kapitalistyczny oparty na własności prywatnej i praktyce lichwy. W XIX w. funkcjonował socjalizm chrześcijański będący odłamem socjalizmu utopijnego. Współcześnie chrześcijaństwo z socjalizmem próbują połączyć teoretycy teologii wyzwolenia.
Papieskie encykliki Rerum novarum papieża Leona XIII czy Quadragesimo anno Piusa XI zawierają wyraźną krytykę wobec systemu kapitalistycznego. Obaj odnosili się jednak sceptycznie do idei socjalizmu, którego przedstawiciele często odnosili się negatywnie wobec instytucji Kościoła, co zaowocowało stworzeniem katolickiej nauki społecznej. Krytyka kapitalizmu jest również obecna w twórczości Dorothy Day, która opowiadała się za katolicką, ekonomiczną teorią dystrybucjonizmu, jaką uważała za trzecią drogę między kapitalizmem a socjalizmem. Natomiast wśród tradycjonalistycznych autorów katolickich, którzy określali się antykapitalistami i zwolennikami dystrybucjonizmu, można wymienić m.in. G.K. Chestertona, Hilaire Belloca czy Juana Manuela de Pradę.
Istnieją natomiast zwolennicy jawnie antykapitalistycznego anarchizmu chrześcijańskiego czy komunizmu chrześcijańskiego. W przypadku obu ideologii, ich przedstawiciele uznają, że anarchizm bądź komunizm są nierozerwalne i od samego początku związane z chrześcijaństwem.
W Polsce krytyczną postawę wobec kapitalizmu prezentuje wydawany przez Klub Inteligencji Katolickiej „Magazyn Kontakt”.

#### Buddyzm

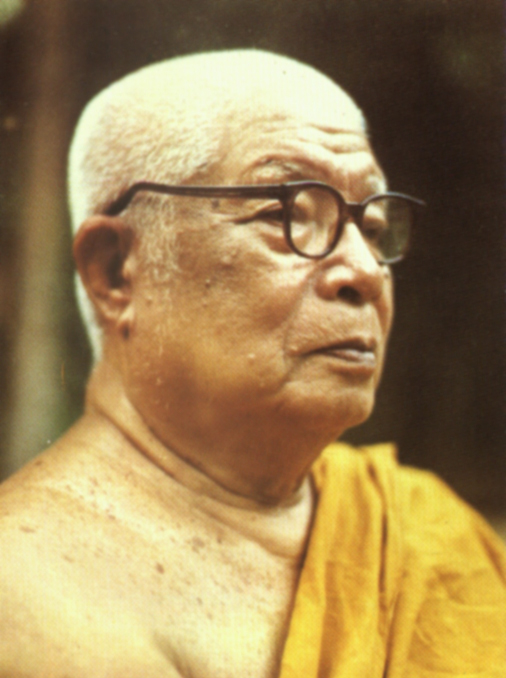
Bhikkhu Buddhadāsa, prekursor socjalizmu dhāmmicznego

Buddyzm na wielu płaszczyznach poddaje krytyce kapitalizm, jak i związany z nim konsumpcjonizm. Zgodnie z buddyjskim punktem widzenia, konsumpcja jest po prostu środkiem do dobrego samopoczucia człowieka. Jednak gdy ktoś pobłaża sobie w celu zaspokojenia pragnień, może to prowadzić do ignorancji i wzrostu cierpienia. Taki proces zwięźle opisuje Bhikkhu Bodhi ze szkoły therawada: „ignorancja przenika do naszych systemów poznawczych; wynika z serii „zniekształceń”, które infekują naszą percepcję, myślenie i poglądy. Budda wymienia cztery takie wypaczenia: pogląd, że nietrwałość jest trwała, że ból (lub cierpienie) jest przyjemny; że to, co niematerialne, jest jaźnią, a to, co niepiękne, jest piękne... W końcu... przyjmujemy poglądy... które potwierdzają błędne pojęcia trwałości, przyjemności, osobowości i piękna”.
Natomiast według Prayudha Payutto buddyzm nie neguje różnić pomiędzy ludźmi, ani tego, że ludzie preferują odmienne style życia. Komunizm, zdaniem Payutto, rościł sobie prawo do formowania ekonomicznego i duchowego wymiaru ludzkiej egzystencji; kapitalizm czyni podobnie, widząc w ludziach przede wszystkim konsumentów.
Jednym z bardziej znaczących antykapitalistycznych idei wyrosłych na gruncie buddyzmu jest socjalizm dhāmmiczny, stworzony przez tajskiego mnicha bhikkhu Buddhadāsaę w latach 70., także twórcy szkoły buddyjskiej Suan Mokkh. Buddhadasa uważał, że socjalizm jest stanem naturalnym co oznacza, że wszystkie rzeczy istnieją razem w jednym systemie:

Przyjrzyjmy się ptakom: zobaczymy, że jedzą tylko tyle pokarmu, ile mogą pomieścić ich żołądki. Nie mogą wziąć więcej; nie mają spichlerzy. Spójrz z góry na mrówki i owady: to wszystko, co potrafią. Spójrz na drzewa: drzewa wchłaniają tylko tyle pożywienia i wody, ile może pomieścić pień, i nie mogą przyjąć więcej. Dlatego system, w którym ludzie nie mogą naruszać praw innych ani grabić ich mienia, jest zgodny z naturą i występuje w sposób naturalny, i tak stało się, że społeczeństwo było jednością, dopóki drzewa nie stały się obfite, zwierzęta stały się obfite i ostatecznie na świecie pojawiła się obfitość ludzi. Wolność gromadzenia była ściśle kontrolowana przez naturę w postaci naturalnego socjalizmu.

### Krytyka współczesna

#### Szkoła frankfurcka
W 1923 w Niemczech powstała szkoła frankfurcka, której celem była analiza nadbudowy. Marks zdefiniował nadbudowę jako rozwarstwienie społeczne i obyczaje odzwierciedlające ekonomiczną podstawę kapitalizmu. W latach trzydziestych XX wieku szkoła frankfurcka, kierowana przez myślicieli takich jak Herbert Marcuse i Max Horkheimer, stworzyła ruch filozoficzny teorii krytycznej. Później teoretyk krytyczny Jürgen Habermas zauważył, że uniwersalność współczesnych światopoglądów stanowi zagrożenie dla zmarginalizowanych perspektyw spoza zachodniej racjonalności. Chociaż teoria krytyczna kładła nacisk na kwestie społeczne wynikające z kapitalizmu z zamiarem wyzwolenia ludzkości, nie oferowała bezpośrednio alternatywnego modelu ekonomicznego. Zamiast tego jej analiza przeniosła uwagę na wzmocnienie istniejącej dynamiki władzy poprzez sztukę rządzenia państwem i współodpowiedzialnych obywateli.

#### Postmodernizm

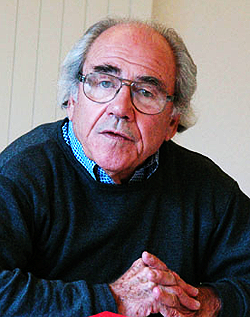
Jean Baudrillard uważał, że kapitalizm tworzy „symulację rzeczywistości”, co określał jako hiperrzeczywistość

Podejścia postmodernistyczne zrywają z ortodoksyjną krytyką kapitalizmu jako systemu gospodarczego i przenoszą ją na ogólną krytykę stosunków władzy.
Po rozczarowujących doświadczeniach z realnym socjalizmem w wyniku ruchu 1968 wyłoniły się nurty filozofii postmodernistycznej (dekonstruktywizm i poststrukturalizm). Filozofowie tacy jak Gilles Deleuze, Jacques Derrida i Jean Baudrillard krytycznie odnosili się zarówno do kapitalizmu, jak i do klasycznego podejścia socjalistycznego i komunistycznego. Często krytykowali komunizm, zwłaszcza dogmatyczne nurty marksistowsko-leninowskie, a także rozwijali nowe perspektywy.
Michel Foucault poddawał kapitalizm krytyce z jednej strony jako społeczeństwo dyscyplinarne, ograniczające wolność i stosujące przemoc, z drugiej zaś poprzez koncepcję „biopolityki”, w której podmiot i warunki jego życia podporządkowane są interesom rządzących: „Dla społeczeństwa kapitalistycznego przede wszystkim liczy się biopolityka, biologiczna, somatyczna, fizyczna”. Jacques Derrida uważał, że propagowana przez liberałów retoryka końca historii nie może ukryć, że w „kapitalistycznym porządku świata miliony ludzi doświadczają cierpienia i straszliwej nędzy. Dlatego konieczne jest ponowne odczytanie Marksa, ponowne jego krytykowanie i przyjęcie marksizmu w nowej odsłonie”.
Z kolei Jean Baudrillard generalnie przeciwstawiał się pozytywistycznym utopiom historycznym (np. w kapitalizmie „każda wartość niepieniężna zostałaby zniesiona”; „Sprowadzenie wszelkich reguł do prawa rynku jest przeciwieństwem wolności – a mianowicie jej iluzją. Nie liczą się już w nim takie staromodne i arystokratyczne wartości jak godność, honor, wyzwanie, poświęcenie”). Zgodnie z Baudrillardową krytyką, element znaczący kapitalizmu i jego medialna rzeczywistość dystansują się od prawdy, umożliwiając tym samym wszechstronną „manipulację i uwodzenie” konsumenta. W kapitalizmie rozwija się przestrzeń „permanentnej symulacji rzeczywistości”, która prowadzi do hiperrzeczywistości.
Podejścia te były dyskutowane przez część naukowców, mniej wewnątrz partii politycznych, częściowo z powodu ich teoretycznej złożoności, a częściowo z powodu otwartego zerwania z konwencjonalnymi podejściami do krytyki kapitalizmu. Inne nowsze podejścia w tym kierunku można znaleźć m.in. w twórczości Richarda Sennetta, Antonio Negriego czy Michaela Hardtema.

#### Keynesizm
Szkoła ekonomii, która upatruje w nieskrępowanym wolnym rynku tendencji naturalnie prowadzących do kryzysów wynikających z nieracjonalnej alokacji zasobów przez rynek i okresowych fluktuacji popytu. Przezwyciężanie takich kryzysów dokonuje się, ich zdaniem, m.in. poprzez stymulowanie inflacji, interwencjonizm państwowy, wprowadzenie masowych robót publicznych, a także rozbudowany system ochrony socjalnej. Działania te finansowane są z wyższych obciążeń podatkowych lub deficytu budżetowego. Obok keynesizmu wykształcił się postkeynesizm odrzucający modele neoklasyczne, wskazujący na konieczność budowy kolejnych modeli teoretycznych, na podstawie teorii Keynesa, zamiast umiejscowić ją w neoklasycznym paradygmacie długookresowym.

#### Postwzrost
Głównym postulatem w ramach ruchu postwzrostu jest redukcja produkcji i konsumpcji. Analizując powiązania między wzrostem gospodarczym, zniszczeniem środowiska oraz kwestiami związanymi z nierównościami społecznymi, przedstawiciele nurtu argumentują, że model rozwoju światowej gospodarki oparty na nieograniczonym wzroście gospodarczym prowadzi do degradacji środowiska naturalnego, a także tworzy ogromne nierówności między bogatymi i biednymi – zarówno na poziomie państw, jak i w ramach poszczególnych społeczeństw. Zwolennicy postwzrostu opowiadają się za stworzeniem modelu socjo-ekonomicznego, którego podstawą nie jest wzrost gospodarczy i jednocześnie, w ramach którego zmniejszenie konsumpcji prowadzi do rzeczywistego wzrostu jakości życia i dobrostanu.

#### Inne
Brytyjski filozof Mark Fisher ukuł pojęcie „realizmu kapitalistycznego”, które definiował jako „powszechne poczucie, że kapitalizm jest nie tylko jedynym realnym systemem politycznym i gospodarczym, ale także, że obecnie nie można nawet wyobrazić sobie spójnej alternatywy dla niego”. Filozof nie wykluczał możliwości zaistnienia alternatywy wobec systemu kapitalistycznego, jednak zauważał jego wszechobecny charakter. Jako krytyk kultury przywoływał w tym kontekście m.in. sprzedawanie idei antykapitalistycznych w hollywoodzkich superprodukcjach. Mark Fisher poddawał również krytyce postawę współczesnej mu lewicy, a przede wszystkim stosowaną politykę tożsamości, którą uważał za element w pełni sterowalny przez system kapitalistyczny.

## Krytyka ze względu na temat

### Demokracja i wolność
Ekonomista Branko Horvat stwierdził, że „[jak] obecnie dobrze wiadomo, rozwój kapitalizmu prowadzi do koncentracji kapitału, zatrudnienia i władzy. Nieco mniej wiadomo, że prowadzi do prawie całkowitego zniszczenia wolności gospodarczej”. Natomiast znany ekonomista John Maynard Keynes, twórca teorii interwencjonizmu państwowego, stwierdził: „Kapitalizm to takie niezwykłe wierzenie, że najbardziej niegodziwi zrobią najbardziej niegodziwe z czynów dla wspólnego dobra wszystkich ludzi”.
Krytycy uważają, że kapitalizm prowadzi do znacznej utraty władzy politycznej, demokratycznej i ekonomicznej dla ogromnej większości światowej populacji. Według nich, system ten skupia znaczne ilości pieniędzy i własności w rękach stosunkowo niewielkiej mniejszości globalnej populacji (elita lub elita władzy), prowadząc do wzrostu ich bogactwa i nierówności dochodowych między elitą a większością społeczeństwa. „Kapitalizm korporacyjny” i „odwrócony totalitaryzm” są terminami używanymi do opisania kapitalistycznego rynku oraz społeczeństwa charakteryzującego się dominacją hierarchicznych, biurokratycznych oraz wielkich korporacji dążących do powiększania zysku bez troski o dobro społeczne. Kapitalizm korporacyjny krytykowano za rozmiar władzy i wpływów, jakie biznesowe grupy interesu mają na politykę rządów, w tym politykę ministerstw, agencji regulacyjnych czy kampanii politycznych. Wielu naukowców społecznych krytykowało taki system za brak działania w interesie ludzi; twierdzą, że istnienie wielkich korporacji wydaje się obchodzić zasady demokracji, która zakłada równe relacje władzy między wszystkimi jednostkami w społeczeństwie.
Powstanie gigantycznych międzynarodowych przedsiębiorstw było przedmiotem niepokoju naukowców, intelektualistów i aktywistów, którzy postrzegają je jako czynniki prowadzące do głębokiej, strukturalnej erozji takich podstawowych praw człowieka i praw obywatelskich, jak sprawiedliwy podział bogactwa i dochodów, demokratyczna reprezentacja władzy politycznej i społeczno-ekonomicznej oraz wiele innych. Wskazali, że ich zdaniem wielkie korporacje kreują fałszywe potrzeby konsumentów i mają długą historię ingerowania oraz wypaczania polityki suwerennych państw narodowych poprzez kosztowny legalny lobbing i inne formy handlu wpływami. Jako przykłady przywołują m.in. inwazyjne reklamy (takie jak billboardy, reklamy telewizyjne, adware, spam, telemarketing, reklamy skierowane do dzieci i marketing partyzancki), jawne bądź niejawne wpłaty na kampanie polityczne w ramach wyborów, ekonomię regulacyjną, efekt „drzwi obrotowych” (przechodzenie osób pracujących w administracji rządowej odpowiedzialnych za nadzorowanie instytucji finansowych do tych instytucji i na odwrót), teorię „zbyt duży, by upaść”, bailouty korporacyjne finansowane przez podatników, zjawisko darwinizmu społecznego oraz – jak twierdzą – pozornie nieskończone światowe wiadomości o korupcji korporacyjnej. Działacze antykorporacyjni wyrażają pogląd, że duże przedsiębiorstwa odpowiadają tylko przed dużymi akcjonariuszami, praktycznie nie poświęcając kwestii prawom człowieka, sprawiedliwości społecznej, ochronie środowiska i innym kwestiom o dużym znaczeniu dla niższego 99% globalnej populacji.
Wśród krytyki pojawiają się również głosy zwracające uwagę na autorytarne formy zarządzania większością przedsiębiorstw działających w demokracjach liberalnych. Pracownicy często nie są w ogóle dopuszczani do decydowania o swoim miejscu pracy, nie mają wpływu na kadrę menadżerską, a wszystkie bądź większość decyzji podejmuje jedna lub mała grupa ludzi.

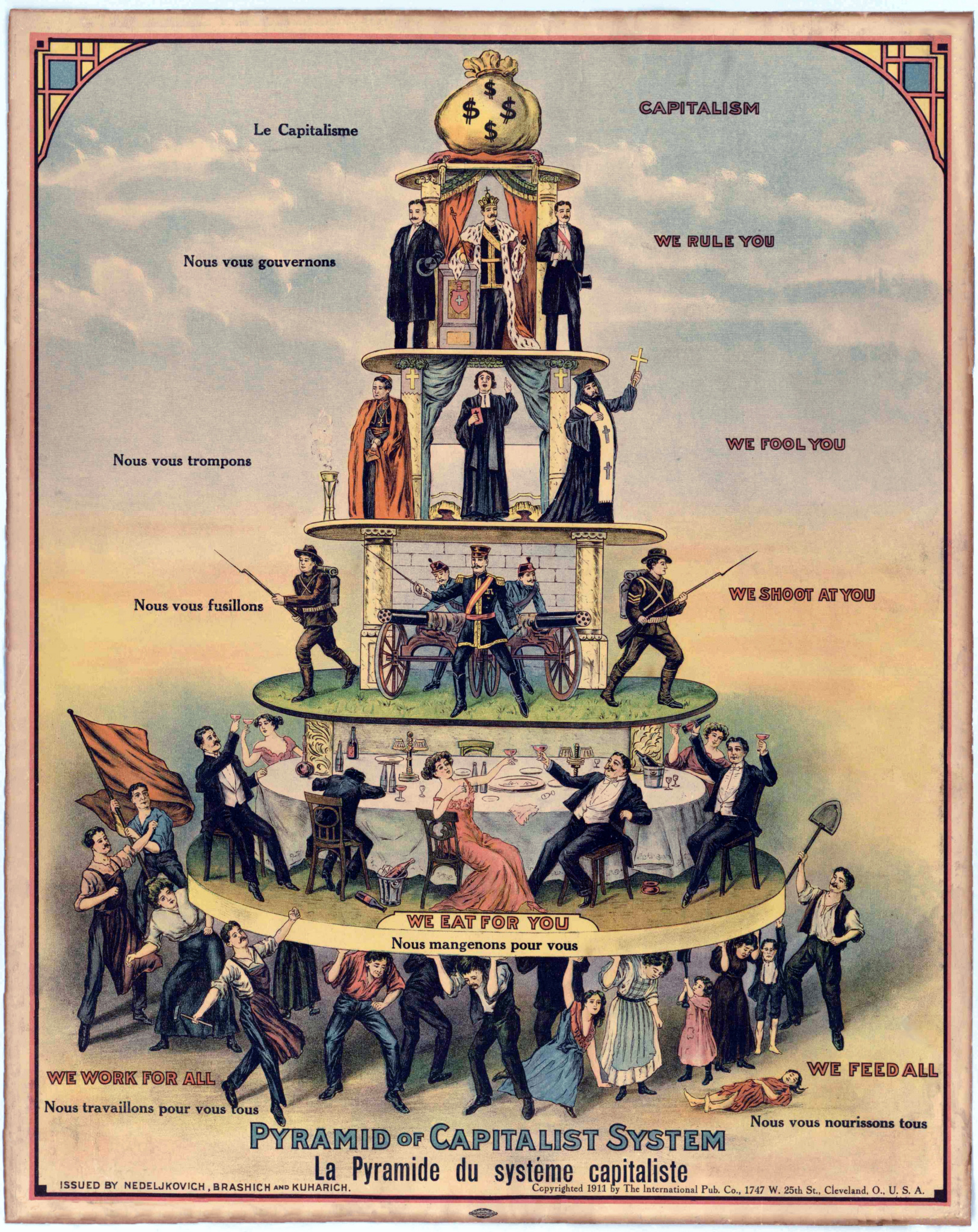
Grafika Piramida systemu kapitalistycznego (1911) stworzona przez związek zawodowy Robotnicy Przemysłowi Świata

Amerykańska filozofka polityczna Jodi Dean stwierdziła, że współczesne katastrofy gospodarcze i finansowe rozwiały pogląd, że kapitalizm jest zdolnym do przetrwania systemem gospodarczym, dodając: „fantazja, iż demokracja wywiera siłę na rzecz sprawiedliwości ekonomicznej, rozwiała się, gdy rząd USA przekazał biliony dolarów bankom, a europejskie banki centralne oszukują rządy krajowe i tną programy społeczne, w celu utrzymania się na powierzchni”.
Amerykański filozof i matematyk David Schweickart napisał: „Zwykłych ludzi [w społeczeństwach kapitalistycznych] uważa się za wystarczająco kompetentnych, aby wybrać swoich przywódców politycznych – ale nie swoich szefów. Współczesny kapitalizm sławi demokrację, ale odmawia nam naszych praw demokratycznych dokładnie w punkcie, w którym można by je wykorzystać najszybciej i konkretnie: w miejscu, w którym spędzamy większość aktywnych godzin naszego dorosłego życia”.
Thomas Jefferson, uznawany za jednego z ojców założycieli Stanów Zjednoczonych, powiedział: „Mam nadzieję, że weźmiemy sobie do serca ostrzeżenie z przykładu i zmiażdżymy w zarodku arystokrację naszych zamożnych korporacji, które już ośmielają się rzucać wyzwanie naszemu rządowi i sprzeciwiać się prawom własnego kraju”. W przesłaniu do Kongresu Stanów Zjednoczonych z 29 kwietnia 1938 Franklin D. Roosevelt ostrzegł, że wzrost prywatnej władzy może doprowadzić do faszyzmu, argumentując, że „wolność demokracji nie jest bezpieczna, jeśli ludzie tolerują wzrost prywatnej władzy do punktu, w którym staje się ona silniejsza niż samo ich demokratyczne państwo. To w swej istocie jest faszyzm – posiadanie rządu przez jednostkę, przez grupę lub przez jakąkolwiek inną kontrolującą władzę prywatną”.
W 1986 w debacie na temat socjalizmu i kapitalizmu, pomiędzy Johnem Judisem a Harrym Binswangerem i Johnem Ridpathem, intelektualista Christopher Hitchens powiedział: „Kapitalizm jako system współistniał i czasami sponsorował feudalizm, monarchię, faszyzm, niewolnictwo, apartheid i był w fazie rozwoju. Był również wielkim motorem postępu, rozwoju i innowacji w kilku krajach centralnych. Oznacza to, że musi to być system badany jako system, a nie jako idea. Jej pretensje do bycia sponsorem wolności są czysto przypadkowe. To dobra propaganda, ale niezbyt dobra politologia”.
Amerykańska psycholog Shoshana Zuboff wykreowała pojęcie „kapitalizmu nadzoru” (lub „kapitalizm inwigilacji”), w którym wartością stają się informacje pochodzące z kontroli ludzkich zachowań. Firmy informatyczne, takie np. jak Google, masowo gromadzą informacje dotyczące codziennych zachowań ludzi w przestrzeni cyfrowej, ale już także poza nią (np. miejsca pobytu użytkownika rejestrowane przez jego telefon). Zuboff stwierdziła, że efektem rozwoju technologii w ramach kapitalizmu nadzoru jest już nie tylko analiza ludzkich zachowań, lecz się także ich kreowanie. Ludzie zaczynają być pozbawieni prywatności, często z własnej woli.
Francuski ekonomista Thomas Piketty uważa, że nierówność nie jest przypadkiem, ale raczej cechą kapitalizmu, który jeśli nie zostanie zreformowany, będzie zagrażać porządkowi demokratycznemu.

### Wyzysk pracowniczy

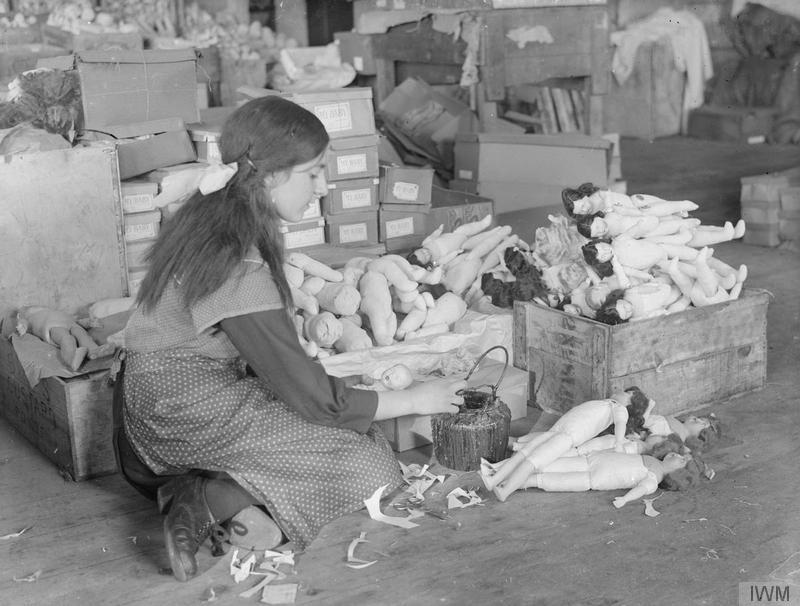
Dziewczynka zatrudniona w fabryce zabawek (Anglia, 1917)

Krytycy kapitalizm postrzegają jako z natury oparty na wyzysku. W sensie ekonomicznym pojęcie wyzysku jest często wiązane z wywłaszczaniem pracy dla zysku i opiera się na laborystycznej teorii wartości Karola Marksa. Teorię tę wspierali ekonomiści klasyczni, tacy jak David Ricardo czy Adam Smith, którzy wierzyli, że „wartość towaru zależy od względnej ilości pracy niezbędnej do jego wytworzenia”.
W Kapitale Marks określił towar jako podstawową jednostkę organizacji kapitalistycznej. Opisał „wspólny mianownik” między towarami, w szczególności, że towary są produktem pracy i są ze sobą powiązane wartością wymienną (tj. ceną). Wykorzystując laborystyczną teorię wartości, marksiści widzą związek między pracą a wartością wymienną, polegający na tym, że towary są wymieniane w zależności od społecznie niezbędnego czasu pracy potrzebnego do ich wytworzenia. Jednak ze względu na siły wytwórcze organizacji przemysłowej postrzega się, że robotnicy tworzą większą wartość wymienną w ciągu dnia pracy niż koszt ich przetrwania (żywność, schronienie, odzież itd.). Marksiści argumentują, że kapitaliści są w ten sposób w stanie zapłacić za ten koszt przetrwania, jednocześnie wywłaszczając nadmiar siły roboczej (tj. wartość dodatkową).
Według marksistów, z powodu nierówności ekonomicznych zakup siły roboczej nie może odbywać się na „wolnych” warunkach. Kapitaliści kontrolują środki produkcji (np. fabryki, przedsiębiorstwa, maszyny), a robotnicy kontrolują tylko swoją pracę, robotnik jest właściwie zmuszany do pozwalania na wyzysk swojej pracy. Krytycy argumentują, że wyzysk ma miejsce, nawet jeśli wyzyskiwany wyraża zgodę, ponieważ definicja wyzysku jest niezależna od zgody. Zasadniczo pracownicy muszą pozwolić, aby ich siła robocza była eksploatowana, ponieważ w innym razie może grozić im śmierć z głodu, bezdomność czy wykluczenie społeczne. Ponieważ pewien stopień bezrobocia jest typowy we współczesnych gospodarkach, marksiści argumentują, że w systemach wolnorynkowych płace są naturalnie obniżane. Z tego powodu nawet jeśli pracownik kwestionuje swoją płacę, kapitaliści będą w stanie znaleźć kogoś z rezerwowej armii pracy, kto jest bardziej zdesperowany.
Akt (lub groźba) strajku była historycznie zorganizowaną akcją mającą na celu wstrzymanie pracy u kapitalistów, bez obawy przed indywidualnym odwetem. Istnieją jednak głosy krytyków kapitalizmu, którzy uznając konieczność ruchu związkowego, uważają, że związki zawodowe po prostu reformują już wyzysk, pozostawiając nienaruszony sam system wyzysku. Amerykański myśliciel anarchistyczny Lysander Spooner argumentował, że „prawie wszystkie fortuny są zrobione z kapitału i pracy ludzi innych niż ci, którzy je realizują. Rzeczywiście, jedna osoba rzadko mogła w ogóle zbić wielkie fortuny, chyba że dzięki swemu kapitałowi i pracy innych”.
Niektórzy historycy pracy i uczeni argumentowali, że niewolna praca – wykonywana przez niewolników, pracowników kontraktowych, więźniów lub inne zmuszone osoby – jest zgodna ze stosunkami kapitalistycznymi. Brytyjski socjolog Tom Brass argumentował, że niewolna praca jest akceptowalna dla kapitału. Historyk Greg Grandin powiedział natomiast, że kapitalizm ma swoje korzenie w niewolnictwie: „[kiedy] historycy mówią o atlantyckiej rewolucji rynkowej, mówią o kapitalizmie. A kiedy mówią o kapitalizmie, mówią o niewolnictwie”. Są historycy, w tym Edward E. Baptist i Sven Beckert, którzy zwracają uwagę, że niewolnictwo było integralną częścią gwałtownego rozwoju amerykańskiego i światowego kapitalizmu. Słoweński filozof Slavoj Žižek stwierdził, że nowa era globalnego kapitalizmu zapoczątkowała nowe formy współczesnego niewolnictwa, w tym migrujących i pozbawionych podstawowych praw obywatelskich pracowników na Półwyspie Arabskim, poddanych całkowitej kontroli robotników w azjatyckich sweatshopach oraz wykorzystywanie pracy przymusowej do eksploatacji zasobów naturalnych w Afryce Środkowej.
Ekonomista marksistowski Richard D. Wolff stwierdził, że gospodarki kapitalistyczne przedkładają zyski i akumulację kapitału nad potrzeby społeczne oraz przedsiębiorstwa kapitalistyczne rzadko włączają pracowników do procesu decyzyjnego wewnątrz organizacji.
Ekonomistka polityczna Clara E. Mattei z New School for Social Research (część The New School) wykazywała, że narzucenie oszczędności fiskalnych, monetarnych i przemysłowych polityką mająca na celu zdyscyplinowanie pracy poprzez wzmocnienie hierarchicznych stosunków płacowych, a tym samym ochronę systemu kapitalistycznego poprzez represje płacowe i osłabienie siły przetargowej pracowników, może zwiększyć ich wyzysk, jednocześnie zwiększając zyski klasy właścicieli. Według ekonomistki jest to jeden z głównych czynników napędzających „globalnego trendu nierówności”. Jako przykład Mattei wskazała, że w ciągu ostatnich czterech dekad w Stanach Zjednoczonych udział zysku w produkcji krajowej wzrósł, podczas gdy udział pracy gwałtownie spadł, demonstrując symetryczną zależność między zyskiem właściciela a stratą pracownika, w której pierwszy zabierał drugiemu. Dodała, że „wzrost wyzysku był również widoczny, a płace realne rażąco pozostawały w tyle za wydajnością pracy”.

### Porównanie do niewolnictwa

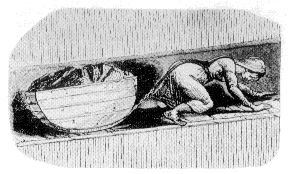
Dziewczyna ciągnąca w kopalni wózek z węglem, z oficjalnego raportu brytyjskiej komisji parlamentarnej z połowy XIX wieku

Porównanie pracy najemnej do niewolnictwa posiada długą historię. W rezultacie wyrażenie „niewolnictwo najemne” jest często używane jako pejoratywne określenie pracy najemnej. Apologeci niewolnictwa, tacy jak George Fitzhugh, utrzymywali, że robotnicy akceptowali pracę najemną dopiero z upływem czasu, gdy „zaznajomili się i nie zwracali uwagi na zainfekowaną atmosferę społeczną, którą nieustannie oddychają”. W Stanach Zjednoczonych uczeni obszernie debatowali nad dokładnym związkiem między pracą najemną, niewolnictwem i kapitalizmem.
Wraz z nadejściem rewolucji przemysłowej myśliciele tacy jak Pierre-Joseph Proudhon i Karol Marks rozwinęli porównanie między pracą najemną a niewolnictwem w kontekście krytyki własności nieprzeznaczonej do aktywnego użytku osobistego. Karol Marks w Praca najemna i kapitał w ten sposób scharakteryzował pracę najemną robotnika:

Wolny robotnik natomiast sprzedaje siebie samego i to po kawałku. Sprzedaje na licytacji 8, 10, 12, 15 godzin swego życia, sprzedaje jeden dzień po drugim temu, kto zapłaci więcej, posiadaczowi surowców, narzędzi pracy i środków do życia, tj. kapitaliście. Robotnik nie należy ani do właściciela, ani do ziemi, ale 8, 10, 12, 15 godzin jego codziennego życia należą do tego, kto je kupi. Robotnik porzuca, kiedy zechce, kapitalistę, któremu się wynajął, a kapitalista odprawia, kiedy mu się podoba, robotnika, skoro nie ciągnie już z niego żadnej lub też zamierzonej korzyści. Lecz robotnik, którego jedynym źródłem dochodu jest sprzedaż siły roboczej, nie może porzucić całej klasy nabywców, tj. klasy kapitalistów, nie skazując się na głodową śmierć.

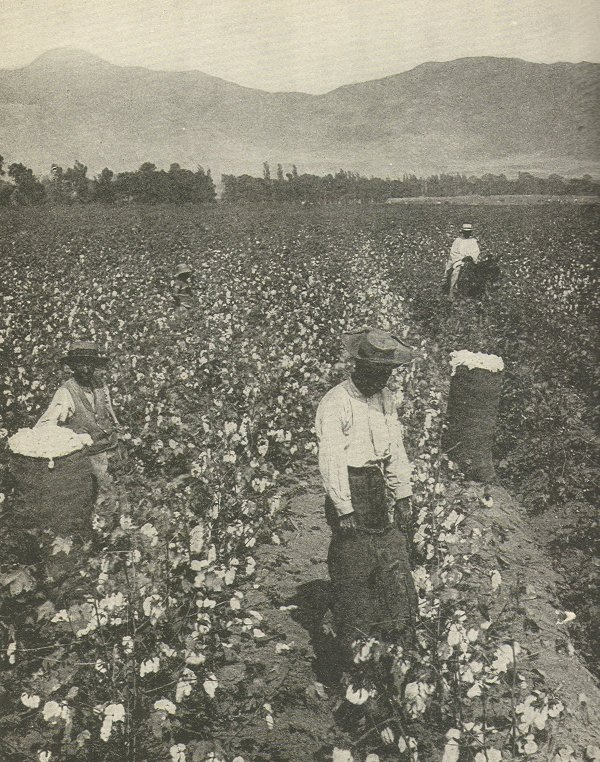
Afroamerykańscy pracownicy najemni zbierający bawełnę na plantacji na Południu Stanów Zjednoczonych

Według Noama Chomsky’ego analiza psychologicznych implikacji niewolnictwa najemnego sięga czasów oświecenia. W swojej książce O granicach działania państwa z 1791, liberalny myśliciel Wilhelm von Humboldt wyjaśnił, że „wszystko, co nie wynika z wolnego wyboru człowieka lub jest jedynie wynikiem instrukcji i przewodnictwa, nie wchodzi w jego naturę; nie wykonuje tego z prawdziwie ludzką energią, ale tylko z mechaniczną dokładnością”, a więc kiedy robotnik pracuje pod kontrolą zewnętrzną „możemy podziwiać to, co robi, ale gardzimy tym, kim jest”.
Amerykański antropolog David Graeber zauważył, że najwcześniejsze znane umowy o pracę najemną były w rzeczywistości umowami najmu ruchomych niewolników (zwykle właściciel otrzymywał część pieniędzy, a niewolnik inną, z której miał pokryć swoje wydatki na życie). Według Graebera takie układy były dość powszechne również w niewolnictwie Nowego Świata, czy to w Stanach Zjednoczonych, czy w Brazylii. Pisarz C.L. R. James argumentował w swojej książce The Black Jakobins, że większość technik organizacji ludzkiej stosowanych wobec robotników fabrycznych podczas rewolucji przemysłowej została po raz pierwszy opracowana na plantacjach niewolników.
Wśród antykapitalistycznych myślicieli obecna jest opinia, że elity utrzymują niewolnictwo najemne i podzieloną klasę robotniczą poprzez swój wpływ na media i przemysł rozrywkowy, instytucje edukacyjne, niesprawiedliwe prawo, nacjonalistyczną i korporacyjną propagandę, naciski i zachęty do internalizacji wartości przydatne dla struktury władzy, przemoc państwa czy strach przed bezrobociem.
Adam Smith zauważył, że pracodawcy często spiskują razem, aby utrzymać niskie płace:

Interes przedsiębiorców [...] w jakiejkolwiek szczególnej gałęzi handlu lub produkcji jest zawsze pod pewnymi względami inny, a nawet przeciwny do interesu publicznego. [...] [Oni] generalnie mają interes w oszukiwaniu, a nawet uciskaniu społeczeństwa. [...] Jak mawiano, rzadko słyszymy o kombinacjach panów, a za to często o [kombinacjach] robotników. Ale ktokolwiek, kto z tego powodu wyobraża sobie, że panowie rzadko się łączą, jest tak samo ignorantem w świecie, jak i przedmiocie. Panowie są zawsze i wszędzie w rodzaju milczącej, ale stałej i jednolitej współpracy, aby nie podnieść płac ponad ich rzeczywistą stawkę. [...] Nietrudno jednak przewidzieć, która z dwóch stron musi, ogólnie rzecz biorąc, zyskać przewagę w sporze i zmusić drugą stronę do przestrzegania ich warunków.

W starożytności m.in. Arystoteles stwierdził, że „obywatele nie mogą prowadzić życia prostego robotnika ani handlowca, bo życie takie nie jest szlachetne i nie pozwala na rozwijanie cnoty; nie mogą też być rolnikami ci, którzy mają być mężami stanu, bo do uprawiania cnoty i rozwijania działalności politycznej potrzeba wolnego czasu”. Cyceron napisał w 44 p.n.e., że „wulgarne są środki utrzymania wszystkich najemnych robotników, którym płacimy za zwykłą pracę fizyczną, a nie za umiejętności artystyczne; w ich przypadku bowiem sama płaca, którą otrzymują, jest zadatkiem ich niewolnictwa”. Nieco podobną krytykę wyrażali również niektórzy zwolennicy liberalizmu, m.in. Henry George, Silvio Gesell i Thomas Paine, jak również dystrybucjonistyczna szkoła myślenia w Kościele rzymskokatolickim.
Dla myślicieli marksistowskich i anarchistycznych, takich jak Michaił Bakunin czy Piotr Kropotkin, niewolnictwo najemne było warunkiem klasowym ze względu na istnienie własności prywatnej i państwa. Ta sytuacja klasowa polegała przede wszystkim na:
1. Istnieniu nieruchomości nieprzeznaczonej do aktywnego użytkowania.
2. Koncentracji własności w kilku rękach.
3. Braku bezpośredniego dostępu pracowników do środków produkcji i dóbr konsumpcyjnych.
4. Utrwalenie rezerwowej armii bezrobotnych robotników.

Dla marksistów praca jako towar, jak postrzegają pracę najemną, stanowi fundamentalny punkt ataku przeciwko kapitalizmowi. „Można przekonująco argumentować”, jak zauważył amerykański filozof John O. Nelson, „że koncepcja pracy robotnika jako towaru potwierdza stygmatyzację przez Marksa systemu płac prywatnego kapitalizmu jako »najemnego niewolnictwa«; to znaczy jako narzędzie kapitalisty do sprowadzenia robotnika do stanu niewolnika, jeśli nie poniżej niego”. To, że zarzut ten jest fundamentalny, wynika bezpośrednio z konkluzji Marksa, że praca najemna jest samą podstawą kapitalizmu: „Bez klasy zależnej od płacy roboczej, w chwili, gdy jednostki stają przeciwko sobie jako wolne osoby, nie może być produkcji wartości dodatkowej; bez produkcji wartości dodatkowej nie może być produkcji kapitalistycznej, a zatem nie może istnieć kapitał i żaden kapitalista!”.

### Imperializm, represje polityczne i ludobójstwo
Na początku XX wieku Włodzimierz Lenin napisał, że użycie przez państwo siły militarnej do obrony kapitalistycznych interesów za granicą było nieuniknionym następstwem kapitalizmu monopolistycznego. Twierdził, że kapitalizm potrzebuje imperializmu, aby przetrwać. Według Lenina eksport kapitału finansowego wyparł eksport towarów; kapitał bankowy i przemysłowy połączyły się, tworząc wielkie kartele finansowe i trusty, w których produkcja i dystrybucja są wysoce scentralizowane; a monopolistyczni kapitaliści wpływali na politykę państwa, aby podzielić świat na strefy interesów. Tendencje te skłoniły państwa do obrony swoich kapitalistycznych interesów za granicą za pomocą siły militarnej.
Według antropologa ekonomicznego Jasona Hickela kapitalizm wymaga gromadzenia nadwyżki bogactwa w rękach elit ekonomicznych w celu inwestycji na dużą skalę, ciągłego wzrostu i ekspansji, a także ogromnych ilości taniej siły roboczej. W związku z tym nigdy nie było i nigdy nie mogło nastąpić stopniowe lub pokojowe przejście do kapitalizmu, a „zorganizowana przemoc, masowe zubożenie i zniszczenie samowystarczalnych gospodarek na własne potrzeby” zapoczątkowały erę kapitalizmu. Jego pojawienie się było napędzane przez zubożenie i skrajną przemoc, które towarzyszyły ogradzaniu pól i kolonizacji, kiedy skolonizowane ludy stały się zniewolonymi robotnikami wytwarzającymi produkty, które były następnie przetwarzane przez europejskich chłopów, wywłaszczonych przez klauzury, którzy to natomiast w desperacji zapełniali fabryki jako wyzyskiwana tania siła robocza. Hickel dodaje, że rozwój ten spotkał się z zaciekłym oporem, ponieważ okres od 1500 do 1800 „od samego początku rewolucji przemysłowej, był jednym z najbardziej krwawych i burzliwych czasów w historii świata”.
Socjolog David Nibert argumentował, że chociaż kapitalizm „okazał się tak samo brutalny i opresyjny jak systemy społeczne zdominowane przez starych arystokratów”, zawierał również „dodatkowe i zgubne niebezpieczeństwo – konieczność ciągłego wzrostu i ekspansji”. Jako przykład Nibert podał masowe zabijanie milionów bizonów na Wielkich Równinach oraz ujarzmianie i wypędzenie rdzennej ludności przez armię amerykańską w XIX wieku w celu rozszerzenia działalności hodowlanej i hodowli bydła dla zysku.
Jak zauważył Maciej Gurtkowski w okresie zimnej wojny wykreował się na szeroką skalę kompleks militarno-przemysłowy, czyli współpraca przemysłu zbrojeniowe z państwem. Wyścig zbrojeń odbywał się wówczas na osi Układ Warszawski-NATO, obecnie natomiast posiada on charakter bardziej rozproszony, a przede wszystkim dzieje się na płaszczyźnie cyfrowej. Poza większą ilością państw biorących w nim udział (Wielka Brytania, Stany Zjednoczone, Chiny, Francja, Japonia itd.) obecne są także korporacje Big Tech: Facebook, Google, Apple, Microsoft, Amazon; ale coraz bardziej chińskie Alibaba, Tencent, Baidu czy rosyjskie Yandex.

### Nieefektywność, irracjonalność i nieprzewidywalność

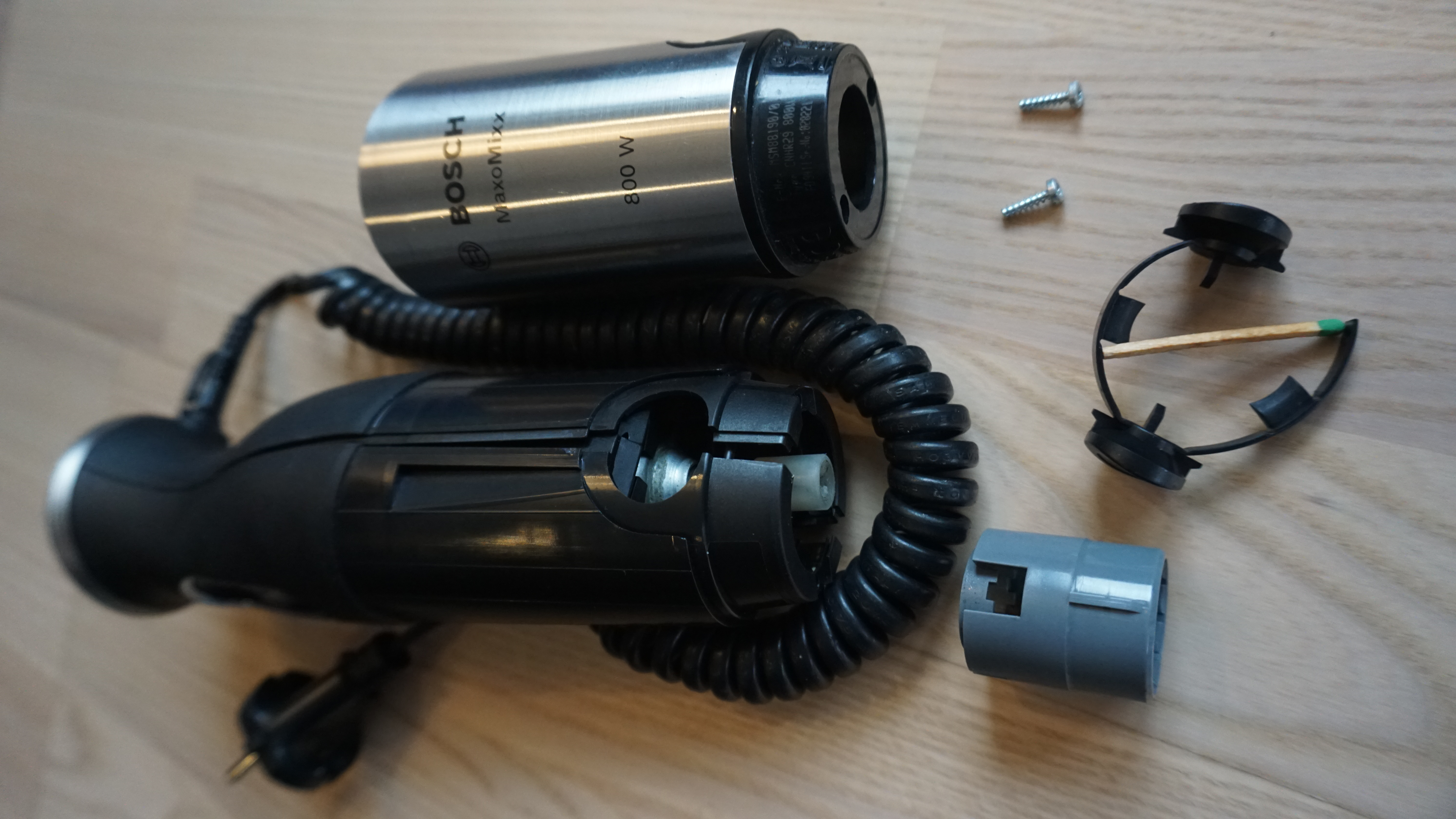
Planowane starzenie się blendera zanurzeniowego Bosch. Zatrzask, który wskazuje łepek zapałki został zaprojektowany tak, by po jego złamaniu utrudnić użytkowanie urządzenia i nakłaniać ma użytkowników do wymiany całego blendera

Przeciwnicy kapitalizmu krytykują go za brak efektywności. Zauważają znaczący zanik zachowań ponownego wykorzystania i oszczędności w gospodarkach opartych na konsumpcji, w porównaniu do tych z ery przedindustrialnej. Twierdzą, że współczesny kształt przemysłu sanitarnego jest w dużej mierze efektem podejścia kapitalizmu do kwestii odpadów, które zaczęły być uznawane za bezwartościowe. Kapitalizm stworzył system nastawiony na zysk, który opiera się na sprzedaży jak największej liczby „gotowych” produktów. Krytycy kapitalizmu wiążą ten trend z rosnącym problemem ze śmieciami. Niekiedy pojawiają się również głosy krytykujące m.in. przepisy prawne zabraniające korzystania z przedmiotów bądź substancji uznanych przez przedsiębiorstwo lub instytucję za odpady. Zwraca się uwagę, że karze poddawane są osoby, które zamiast dokonać zakupu „nowego”, korzystają z czegoś i tak już porzuconego. Z punktu widzenia efektywności, jest to sytuacja niekorzystna dla jednostki.
Wśród przykładów marnotrawstwa, wymienia się m.in. praktyki firmy Amazon. W 2021 dziennikarze brytyjskiej telewizji ITV udowodnili, że w magazynie korporacji w miejscowości Dunfermline, jest niszczonych tygodniowo ponad 120 tys. produktów. W 50% fabrycznie zapakowane, natomiast drugą połowę stanowiły zwroty od klientów w dobrej kondycji. Podobne sytuacje miały miejsce w Niemczech i Francji. Powodem takich praktyk jest fakt, że na przechowywanie swoich produktów w magazynach Amazona decyduje się wiele firm. Jednak, im dłużej towary pozostają niesprzedane, tym więcej firma płaci za ich przechowywanie. Ostatecznie taniej jest pozbyć się towarów, zwłaszcza zapasów z zagranicy, niż je dłużej przechowywać.
Stosowana przez wiele producentów praktyka planowanego ograniczenia trwałości produktu, krytykowano jako formę marnotrawstwa. Projektowanie produktów tak, aby zużywały się szybciej niż to konieczne, przyspiesza wyłącznie nową konsumpcję, co przynosi korzyści korporacjom poprzez zwiększenie sprzedaży, ale jednocześnie generuje nadmierne ilości odpadów. Dobrze znanym przykładem jest zarzut, że Apple zaprojektował swojego iPoda tak, aby ulegał awarii po 18 miesiącach. Krytycy postrzegają planowane starzenie się jako marnotrawstwo i nieefektywne wykorzystanie zasobów. Kanadyjska dziennikarka Naomi Klein krytykowała wiele firm za kładzenie w swojej działalności większego nacisku na marketing, zamiast na faktyczną jakość wytwarzanych przez siebie produktów.
Niektórzy badacze zwracają uwagę, że utrzymywanie się strukturalnej nadprodukcji w największych gospodarkach świata jest sprzeczne z założeniem racjonalnego dostosowanie się aktywności gospodarczej do wymogów rynku i kształtujących się na nim cen. Ma to być jeden z dowodów na błędne założenia ideologii neoliberalnej oraz świadczyć o tym, że podmioty uczestniczące w gospodarce nie postępują racjonalnie w kwestii decyzji produkcyjno-inwestycyjnych, a także ruchy cen rynkowych nie przebiegają bez ingerencji producentów”.
Wśród ekonomistów, w szczególności marksistowskich, pojawia się argument, że system ciągłej akumulacji kapitału prowadzi do irracjonalnych wyników i niewłaściwej alokacji zasobów, ponieważ branże i miejsca pracy są tworzone w celu zarabiania pieniędzy, a nie zaspokajania rzeczywistych wymagań i potrzeb.

#### Zawodność rynku
Zawodność rynku to termin używany przez ekonomistów do opisania stanu, w którym alokacja towarów i usług przez rynek nie jest efektywna. Noblista oraz keynesowski ekonomista Paul Krugman postrzegał ten proces, jako pogoń jednostek za własnym interesem, która prowadzi do złych skutków dla społeczeństwa jako całości. John Maynard Keynes przedkładał ekonomiczną interwencję rządu nad wolny rynek. Niektórzy uważają, że brak doskonałej informacji i doskonałej konkurencji na wolnym rynku jest podstawą do interwencji rządu. Inni dostrzegają pewne specyficzne problemy związane z wolnym rynkiem, w tym: monopole, monopsony, insider trading i manipulowanie cenami.

### Nierówności
Krytycy argumentują, że kapitalizm wiąże się z niesprawiedliwym podziałem bogactwa i władzy; tendencją do rynkowego monopolu lub oligopolu (i rządów oligarchicznych); imperializmu, różnych form wyzysku gospodarczego oraz kulturowego; represjami wobec pracowników i związkowców oraz zjawiskami takimi jak alienacja społeczna, bezrobocie, niestabilność ekonomiczna czy nierówności ekonomiczne. W odniesieniu do nierówności społeczno-dochodowych oraz braku dostępu do usług publicznych, zwraca się uwagę, że im są one większe, tym większy jest poziom ekskluzji społecznej, a mniejszy inkluzji społecznej.
Ekonomiczne badania związku nierówności ze wzrostem gospodarczym cieszą się dużą popularnością. Wiele badań z różnych krajów wskazuje na to, że wysokie nierówności spowalniają rozwój gospodarczy, w szczególności w krajach rozwiniętych, i jeśli wynikają z czerpania rent ekonomicznych. Wybrane mechanizmy tego zjawiska, jakie zaobserwowano, to zwiększenie liczby konfliktów politycznych, obniżanie kapitału społecznego i produktywności, oraz tendencję do podnoszenia podatków. Relacja przyczynowa działa w obie strony, przy czym rozwój zwiększa nierówności, a nierówności spowalniają rozwój. Gospodarki bardziej równe rozwijają się, według opublikowanych przez OECD analiz i raportu, w sposób szybszy i stabilniejszy niż gospodarki o wysokiej nierówności.
Wyższe nierówności (poprzez różne aspekty i mechanizmy), według badań naukowych, prowadzą do szeregu negatywnych skutków społecznych:
- osłabiają więzi, zaangażowanie i zaufanie społeczne[185][186][187],
- zwiększają przestępczość[188][189][190], szczególnie w lokalnych skupiskach biedy[191],
- obniżają jakość edukacji i instytucji publicznych[192][193],
- zwiększają dzietność wśród ubogich[193],
- obniżają poziom zdrowia publicznego, średnią długość życia, zwiększają zachorowalność i otyłość[187][194][195],
- Obniżenie ruchliwości społecznej ilustrowaną Krzywą Wielkiego Gatsby’ego(inne języki). Przy dużym rozwarstwieniu dochodów biedniejsze rodziny mają mniejsze możliwości inwestowania w dzieci przy jednocześnie większych wydatkach w stosunku do dochodów, więc preferują mniej ambitne, ale bezpieczniejsze strategie awansu społecznego, ponieważ niepowodzenie przynosi więcej złych konsekwencji w krajach o dużej nierówności. W takich krajach bogatsze rodziny inwestują więcej w swoje dzieci i mocniej używają swoich wpływów, aby pomóc w karierze dzieci, bo spadek do niższej klasy jest bardziej bolesny[196].

Autorzy raportu The Inequality Virus z 2021 wskazywali, że „kryzys pandemiczny ogarnął świat, który i tak był już wyjątkowo nierówny. W tym świecie od 40 lat jeden procent najbogatszych zarabiał ponad dwukrotnie więcej niż biedniejsza połowa światowej populacji. Grupa zaledwie 2000 miliarderów miała więcej majątku niż mogłaby wydać w ciągu tysiąca żyć. Prawie połowa ludzkości była zmuszona żyć za mniej niż 5,5 dol. dziennie”. Natomiast w raporcie World Inequality Report z 2022 wykazano, że 2750 miliarderów kontroluje 3,5% całego światowego bogactwa. Dolne 50% populacji otrzymuje 8% globalnej wartości dochodów, kiedy 10% najbogatszych 52% dochodów, z czego 1% najbogatszych otrzymuje 19%. W przypadku Polski dolne 50% najmniej zarabiających (26 850 złotych rocznie) posiada 19,5% udziału w dochodzie, a 10% najlepiej zarabiających (260 260 złotych rocznie) posiada ich 38%.
Wskazuje się również na nierówności pomiędzy państwami, które dzielą świat na „Globalną Północ” (grupa państw wysoko rozwiniętych) i „Globalne Południe” (grupy państw rozwijających się bądź słabo rozwiniętych). Przy czym wskazuje się na fakt, że kraje z drugiej grupy w rozwoju ekonomicznym nie doganiają tych z pierwszej, co jest spowodowane m.in. skupieniem globalnego handlu czy przemysłu w krajach „Globalnej Północy”. Przy czym w krajach najbiedniejszych oznacza to m.in. wzrost ubóstwa, brak bezpieczeństwa żywnościowego, obniżenie oczekiwanej długości życia czy wyższe współczynniki umieralności niemowląt.

Globalny udział w światowym bogactwie według grup majątkowych (Credit Suisse, 2021)

Według francuskiego ekonomisty Thomasa Piketty’ego dzisiejszy świat powraca w kierunku „kapitalizmu ojcowskiego”, w którym znaczna część gospodarki jest zdominowana przez odziedziczone bogactwo: potęga tej klasy ekonomicznej rośnie, grożąc utworzeniem oligarchii.
Bez korekty podatków Piketty przewidział świat o niskim wzroście gospodarczym i skrajnych nierównościach. Na podstawie swoich badań wykazał, że w długich okresach średni zwrot z inwestycji znacznie przewyższa dochód oparty na wydajności. Odrzuca pogląd, że skoki produktywności wynikające z postępu technologicznego mogą przywrócić trwały wzrost gospodarczy; nie powinniśmy oczekiwać, że powstanie „bardziej sprawiedliwy i racjonalny porządek” oparty na „kaprysach techniki”. Niekiedy pojawiają się również głosy opowiadające się za przyjęciem górnych limitów indywidualnego bogactwa, jak np. proponował to psycholog poznawczy Howard Gardner.
Indyjsko-amerykański ekonomista Ravi Batra w rosnących nierównościach upatruje źródła zubożenia, ale także porażki systemu. Spopularyzował koncepcję „udziału w bogactwie 1% najbogatszych” jako wskaźnika nierówności i ważnego wyznacznika kryzysów w swoich książkach w latach 80. Uczeni Kristen Ghodsee i Mitchell A. Orenstein sugerowali, że pozostawiony sam sobie kapitalizm doprowadzi do tego, że niewielka grupa elit ekonomicznych przejmie większość bogactwa i władzy w społeczeństwie. Dylan Sullivan i Jason Hickel twierdzą, że ubóstwo nadal istnieje we współczesnym globalnym systemie kapitalistycznym, pomimo tego, że jest on wysoce produktywny. Przyczyny takiego stanu rzeczy widzą w niedemokratycznym charakterze kapitalizmu, a także utrzymywania warunków skrajnej nierówności, w których masy ludzi nieposiadający własności ani kontroli nad środkami produkcji, posiadają swoją siłę roboczą „zawłaszczoną przez klasę rządzącą lub zewnętrzną potęgę imperialną”.
Krytycy, tacy jak Ravi Batra, argumentują, że system kapitalistyczny faworyzuje tych, którzy już posiadają większe zasoby. Nierówność mogą być generowane poprzez dziedziczenie i politykę gospodarczą. Bogaci są w stanie zapewnić swoim dzieciom lepsze wykształcenie i kapitał, co może stworzyć lub zwiększyć duże różnice w zamożności między ludźmi, którzy nie różnią się zdolnościami ani pracą wkładaną w rozwój. Jedno z badań pokazuje, że w Stanach Zjednoczonych 43,35% osób z listy „400 najbogatszych osób” magazynu „Forbes” było już wystarczająco bogatych od urodzenia, aby się do niej zakwalifikować. Inne badanie wykazało, że w Stanach Zjednoczonych bogactwo, rasa i wykształcenie są ważne dla dziedziczenia statusu ekonomicznego, ale IQ nie jest głównym czynnikiem przyczyniającym się do tego, a genetyczne przenoszenie IQ jest jeszcze mniej ważne. Batra argumentował, że ustawodawstwo dotyczące podatków i świadczeń w Stanach Zjednoczonych od czasów prezydentury Ronalda Reagana znacznie przyczyniło się do nierówności i problemów ekonomicznych oraz powinno zostać uchylone.

### Niestabilność rynku
Krytycy kapitalizmu, zwłaszcza marksiści, identyfikują niestabilność rynku jako stałą cechę gospodarki kapitalistycznej. Karol Marks uważał, że nieplanowany i gwałtowny wzrost kapitalizmu nie przebiega płynnie, ale jest przerywany okresami nadprodukcji, w których następuje stagnacja lub spadek (tj. recesja). Zdaniem marksistów istnieje kilka sprzeczności w kapitalistycznym sposobie produkcji, zwłaszcza między anarchią w sferze kapitału (tj. wolny rynek) a społeczną produkcją w sferze pracy (tj. industrializmem). W Manifeście komunistycznym Karol Marks i Fryderyk Engels m.in. tak opisywali kwestię kryzysów ekonomicznych w kapitalizmie:

Dość wymienić kryzysy handlowe, które ponawiając się periodycznie, coraz groźniej stawiają pod znakiem zapytania istnienie całego społeczeństwa burżuazyjnego. W czasie tych kryzysów ulega regularnie zniszczeniu nie tylko znaczna część wytworzonych produktów, ale nawet stworzonych już sił wytwórczych. W czasie kryzysów wybucha epidemia społeczna, która wszystkim poprzednim epokom wydałaby się niedorzecznością – epidemia nadprodukcji. Społeczeństwo zostaje nagle cofnięte do stanu chwilowego barbarzyństwa; wydaje się, że klęska głodowa, powszechna wojna niszczycielska pozbawiła je wszelkich środków utrzymania; wydaje się, że przemysł, handel zostały unicestwione, a dlaczego? Dlatego, że społeczeństwo posiada za dużo cywilizacji, za dużo środków utrzymania, za dużo przemysłu, za dużo handlu.

Niektórzy uczeni przyczynę kryzysu finansowego lat 2007–2009 upatrywali w neoliberalnym modelu kapitalizmu. Po kryzysie bankowym z 2007, przewodniczący Systemu Rezerwy Federalnej w latach 1987–2006 i znany przeciwnik regulacji finansowych, Alan Greenspan, przyznał przed komisją nadzoru i reform administracji Senatu Stanów Zjednoczonych, że to jego błędy przyczyniły się do nienotowanego od wielu lat kryzysu finansowego.
Według południowokoreańskiego ekonomisty Chang Ha-joona kraje, którym nie udało się rozwinąć, stosowały generalnie politykę wolnego rynku. Stwierdził również, że interwencjonizm państwowy, mimo że czasem był przyczyną niepowodzeń ekonomicznych, to i tak dawał lepsze efekty niż nieuregulowany wolny rynek, który, jego zdaniem, bardzo rzadko przyczyniał się do rozwoju gospodarczego. Przytoczył dowody, że wzrost PKB w krajach rozwijających się był wyższy przed zewnętrznymi ingerencjami zalecającymi deregulację oraz rozszerzył swoją analizę o niepowodzenia wolnego handlu przy pobudzaniu wzrostu poprzez prywatyzację i politykę antyinflacyjną.

### Własność

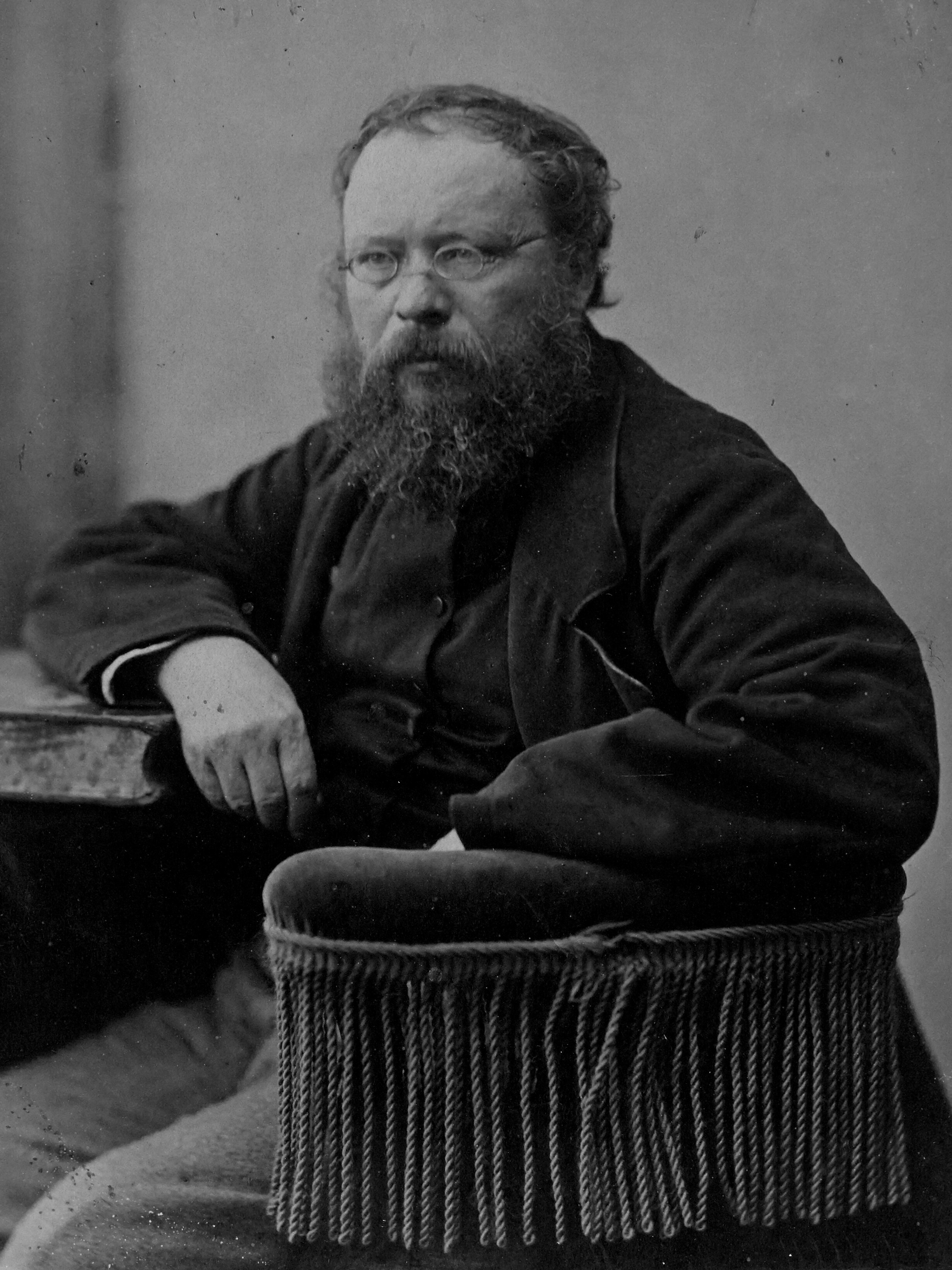
Pierre-Joseph Proudhon zwalczał kapitalistycznie rozumianą własność, którą utożsamiał z kradzieżą, co wyraził w eseju Czym jest własność? (fr. Qu’est-ce que la propriété?)

Pierre-Joseph Proudhon i Fryderyk Engels argumentowali, że wolny rynek niekoniecznie jest wolny, a wspiera tych, którzy już posiadają własność prywatną. Postrzegali kapitalistyczne regulacje, w tym egzekwowanie własności ziemi i wyłącznych praw do zasobów naturalnych, jako niesprawiedliwe ograniczanie tego, co powinno być własnością wszystkich. Uważali, że taki mechanizm zmusza nieposiadających własności prywatnej, do sprzedawania swojej pracy kapitalistom i właścicielom ziemskim na rynku korzystnym dla tych drugich, zmuszając w ten sposób pracowników do zaakceptowania niskich płac.
W swojej krytyce kapitalizmu Proudhon określał własność prywatną kradzieżą. Pojęcie „własności” odniósł do pojęcia własności ziemskiej, które wywodzi się z prawa rzymskiego: suwerenne prawo własności, prawo właściciela do rozporządzania swoją własnością, jak mu się podoba, „do używania i nadużywania”, tak długo jak w końcu podda się egzekwowanemu przez państwo prawu posiadania i przeciwstawi rzekome prawo własności prawom (które uznał za ważne) wolności, równości i bezpieczeństwa. Proudhon wyraźnie zaznaczył, że jego sprzeciw wobec własności nie rozciąga się na wyłączne posiadanie majątku wytworzonego przez siłę roboczą.
Wielu lewicowych anarchistów, takich jak anarchistyczni komuniści, wierzą w zastąpienie kapitalistycznej własności prywatnej systemem, w którym ludzie mogą rościć sobie prawa do rzeczy opartych na osobistym użytku i twierdzić, że „własność [prywatna] to dominacja jednostki lub koalicji jednostek nad rzeczami” i „własność oznacza monopol na bogactwo, prawo do uniemożliwienia innym korzystania z niego, niezależnie od tego, czy właściciel tego potrzebuje, czy nie”.
Mutualiści i niektórzy anarchiści popierają rynki i własność prywatną, ale nie w ich obecnej formie. Argumentują, że określone aspekty współczesnego kapitalizmu naruszają zdolność jednostek do handlu przy braku przymusu. Mutualiści wspierają rynki i własność prywatną produktu pracy, ale tylko wtedy, gdy rynki te gwarantują, że pracownicy sami zdają sobie sprawę z wartości swojej pracy.
Prawa własności prywatnej w obecnych gospodarkach obejmują również takie obszary, jak patenty i prawa autorskie. Krytycy postrzegają prawa własności intelektualnej jako przymusowe wobec tych, którzy mają niewiele zasobów. Argumentują, że takie regulacje zniechęcają do dzielenia się pomysłami i zachęcają do nieproduktywnego zachowania w pogoni za rentą, co powoduje zbędą stratę społeczną, tworząc barierę uniemożliwiającą wejście na rynek. Nie wszyscy prokapitaliści popierają koncepcję praw autorskich, ale ci, którzy za nią optują, argumentują, że rekompensata dla twórcy jest konieczna jako zachęta.

### Środowisko

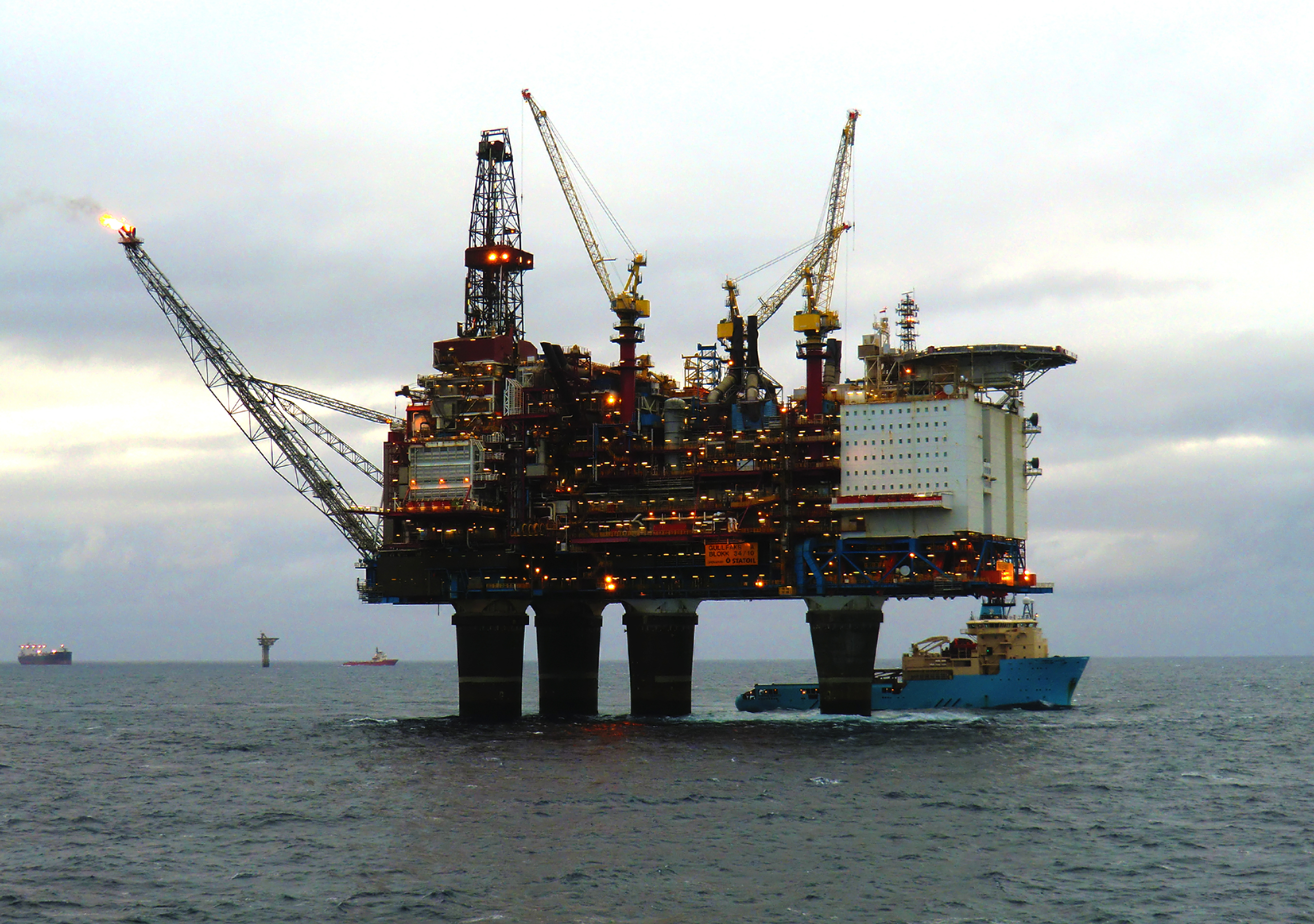
Platforma wydobywcza na Morzu Północnym. Ponieważ ropa naftowa jest nieodnawialnym zasobem naturalnym, przemysł stoi w obliczu nieuchronnego ostatecznego wyczerpania światowych zasobów

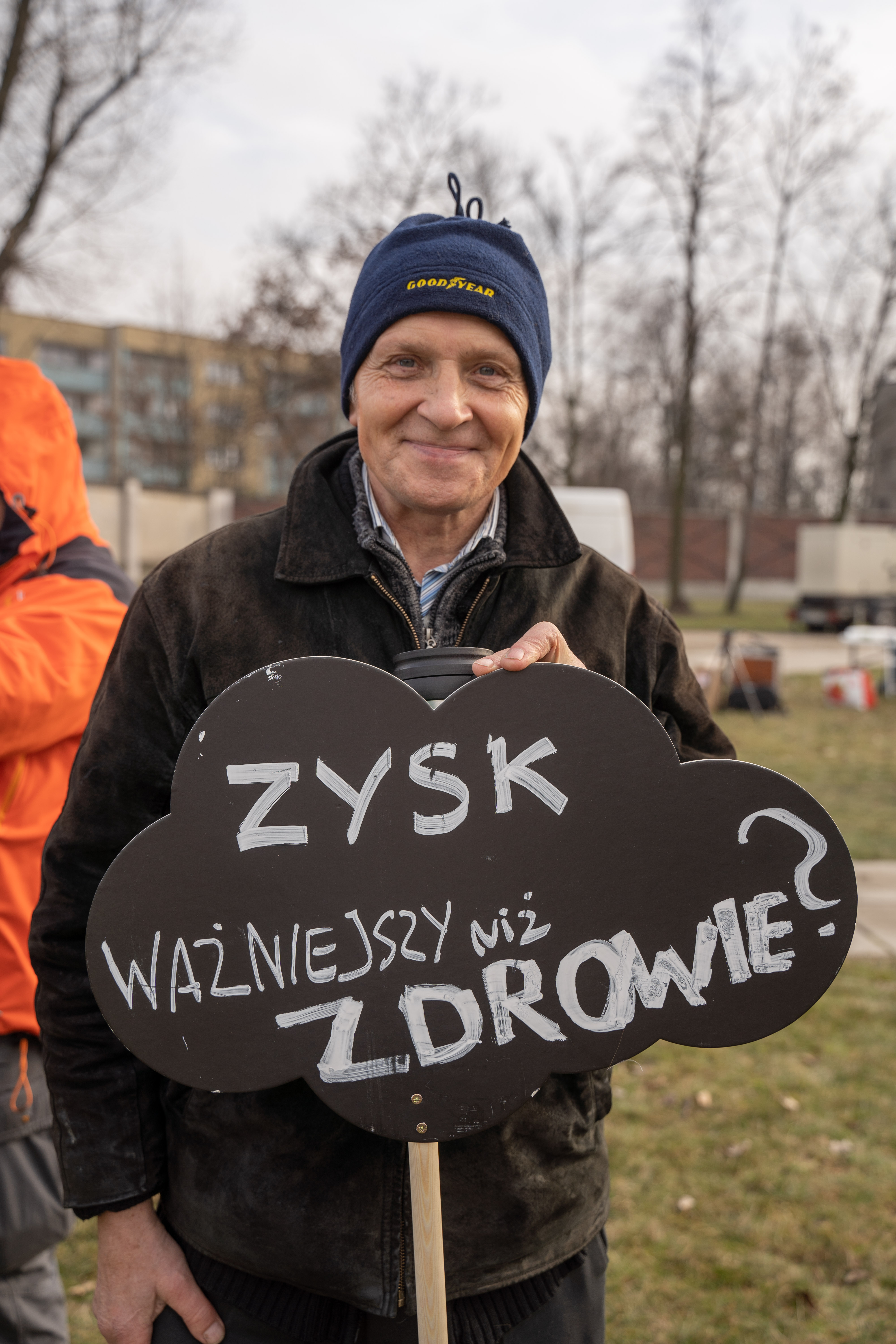
Członek happeningu zorganizowanego w Chorzowie w związku z Konferencją Narodów Zjednoczonych w sprawie Zmian Klimatu, Katowice 2018

Wiele aspektów kapitalizmu zostało zaatakowanych przez ruch antyglobalistyczny, który jest przede wszystkim przeciwny kapitalizmowi korporacyjnemu. Ekolodzy i uczeni argumentowali, że kapitalizm wymaga ciągłego wzrostu gospodarczego, nieuchronnie wyczerpie skończone zasoby naturalne Ziemi i spowoduje masowe wymieranie zwierząt oraz roślin. Argumentują, że chociaż neoliberalizm, ideologiczny kręgosłup współczesnego zglobalizowanego kapitalizmu, rzeczywiście zwiększył światowy handel i poziom życia w niektórych regionach świata, to zniszczył jednocześnie tradycyjne sposoby życia, pogłębił nierówności, zwiększył globalne ubóstwo, a wskaźniki środowiskowe wskazują na masową degradację środowiska od późnych lat 70.
Wśród uczonych pojawiają się niekiedy argumenty, że kapitalistyczne podejście do ekonomii środowiska nie bierze pod uwagę ochrony zasobów naturalnych i że system ten stwarza trzy problemy ekologiczne: wzrost, technologię i konsumpcję. Konsumpcja koncentruje się wokół akumulacji kapitału towarów i zaniedbuje wartość użytkową produkcji.

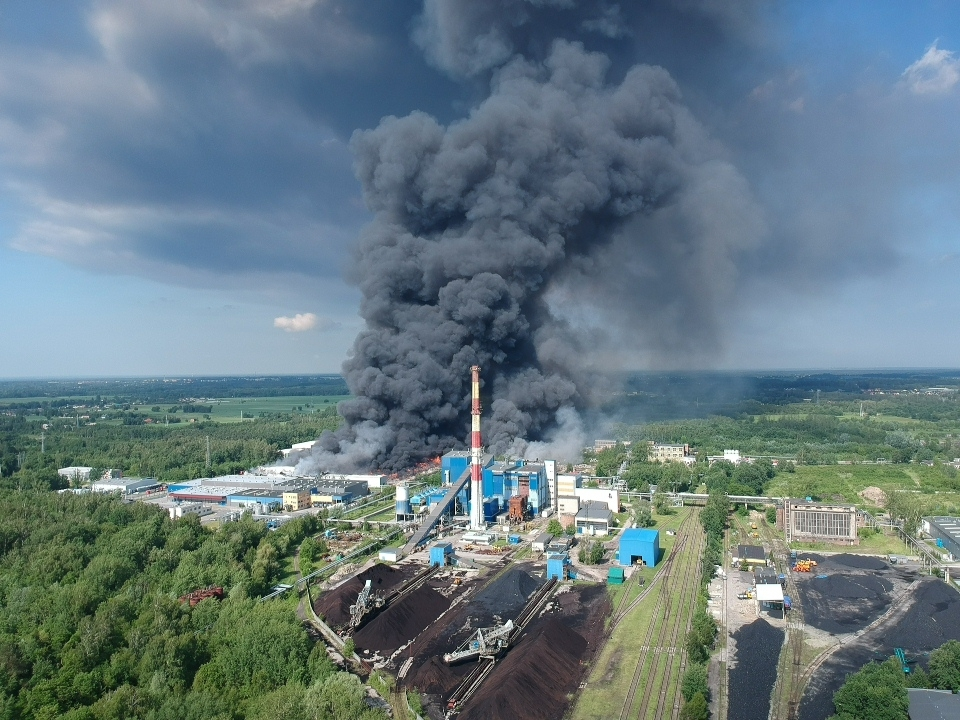
Pożar wysypiska odpadów w Zgierzu (2018), w następstwie którego do opinii publicznej przedostały się informacje dotyczące nieprawidłowości w składowaniu odpadów w całej Polsce

Jedna z głównych współczesnych krytyki trwałości kapitalizmu dotyczy tak zwanych łańcuchów towarowych lub łańcuchów produkcji/konsumpcji. Terminy te odnoszą się do sieci transferów materiałów i towarów, która jest obecnie częścią funkcjonowania globalnego systemu gospodarczego. Przykłady obejmują towary zaawansowane technologicznie produkowane w krajach o niskich i średnich płacach przez międzynarodowe korporacje, a następnie sprzedawane w odległych krajach o wysokich dochodach; materiały i zasoby wydobywane w jednych regionach, przekształcane w gotowe produkty w innych i sprzedawane jako towary w kolejnych; oraz kraje wymieniające między sobą ten sam rodzaj towarów ze względu na wybór konsumentów (np. Europa zarówno eksportująca, jak i importująca samochody do i ze Stanów Zjednoczonych). Zdaniem krytyków takie procesy, z których wszystkie powodują zanieczyszczenie i marnowanie zasobów, są integralną częścią funkcjonowania kapitalizmu (tj. jego „metabolizmu”).
Przeciw systemowi kapitalistycznemu podnosi się argument, że rynki i państwa niezmiennie spowalniają istotną reformę środowiska i notorycznie wolno przyjmują opłacalne, zrównoważone technologie. Amerykański socjolog i ekonomista Immanuel Wallerstein, odnosząc się do eksternalizacji kosztów jako „brudnej tajemnicy” kapitalizmu, twierdzi, że reformy ekologiczne mają wbudowane ograniczenia i koszty prowadzenia działalności gospodarczej w światowej gospodarce kapitalistycznej rosną z powodu deruralizacji i demokratyzacji.
Zespół fińskich naukowców zatrudniony przez Sekretarza Generalnego ONZ do pomocy w Globalnym Raporcie Zrównoważonego Rozwoju 2019 stwierdził, że ówczesny system kapitalistyczny jest konający, głównie z powodu koncentracji na krótkoterminowych zyskach i nie dbania o długoterminowe potrzeby ludzi i środowiska, które jest poddawane niezrównoważonej eksploatacji. Ich raport dalej łączy z tym systemem wiele pozornie odmiennych współczesnych kryzysów, w tym czynniki środowiskowe, takie jak globalne ocieplenie i przyspieszone wymieranie gatunków, a także czynniki społeczne, takie jak rosnące nierówności ekonomiczne, bezrobocie, powolny wzrost gospodarczy, rosnące zadłużenie i bezczynne rządy, które nie są w stanie poradzić sobie z tymi problemami. Naukowcy stwierdzili, że potrzebny będzie nowy model ekonomiczny, który koncentruje się na zrównoważonym rozwoju i wydajności, a nie na zyskach i wzroście, ponieważ dziesięciolecia silnego wzrostu gospodarczego napędzanego obfitymi zasobami i tanią energią szybko dobiegają końca. Inna grupa naukowców biorących udział w raporcie Scientists warning on affluence 2020 stwierdziła, że odejście od paradygmatów skupiających się na wzroście gospodarczym i „nastawionym na zysk mechanizmie dominujących systemów gospodarczych” będzie konieczne do złagodzenia wpływu człowieka na środowisko i zasugerowała szereg pomysłów, od reformistycznych po radykalne, przy czym te ostatnie obejmują postwzrost, ekosocjalizm i ekoanarchizm.
Niektórzy naukowcy stwierdzili natomiast, że powstanie kapitalizmu, który sam rozwinął się z europejskiego imperializmu i kolonializmu w XV i XVI wieku, oznacza pojawienie się epoki antropocenu, w której istoty ludzkie zaczęły wywierać znaczący i przeważnie negatywny wpływ na ekosystem i geologiczny system planety Ziemia. Inni ostrzegali, że współczesny globalny kapitalizm „wymaga fundamentalnych zmian” w celu złagodzenia najgorszych skutków dla środowiska, w tym „zniesienia nieustannego wzrostu gospodarczego, właściwej wyceny efektów zewnętrznych, szybkiego odejścia od stosowania paliw kopalnych, ścisłej regulacji rynków i własności, powstrzymanie lobbingu korporacyjnego i wzmocnienie pozycji kobiet”. Antropolog i ekonomista Jason Hickel napisał, że kapitalizm stwarza presję wzrostu liczby ludności: „więcej ludzi oznacza więcej siły roboczej, tańszą siłę roboczą i więcej konsumentów”. Twierdzi, że ciągły wzrost populacji jeszcze bardziej utrudnia wyzwanie związane ze zrównoważonym rozwojem, ale dodaje, że nawet jeśli populacja się wyrówna, kapitalizm po prostu skłoni już istniejących konsumentów do zwiększenia konsumpcji, ponieważ wskaźniki konsumpcji zawsze przewyższały wskaźniki wzrostu populacji.

### Motyw zysku
Większość głosów sprzeciwu skierowanych przeciwko motywowi zysku koncentruje się na idei, że jest on raczej zachętą do samolubstwa i chciwości, niż służy dobru publicznemu i wzrostowi bogactwa netto. Krytycy motywu zysku twierdzą m.in., że firmy w pogoni za zyskiem lekceważą moralność lub bezpieczeństwo publiczne.
Ekonomiści wolnorynkowi odpowiadają, że motyw zysku w połączeniu z konkurencją w rzeczywistości obniża ostateczną cenę produktu konsumpcyjnego, zamiast ją podnosić. Twierdzą, że przedsiębiorstwa zyskują, sprzedając towar po niższej cenie i w większym wolumenie niż konkurencja.
Amerykański ekonomista Milton Friedman argumentował, że chciwość i interesowność to uniwersalne cechy człowieka. Stwierdzenie to podawane jest jednak często w wątpliwość, również przez środowiska naukowe (m.in. Frans de Waal czy Michael Norton).
W 2023 Międzynarodowy Fundusz Walutowy opublikował raport, według którego, za gwałtowny skok inflacji w latach 2021–2023 w samej strefie euro, aż w 45% odpowiedzialny był wzrost zysków firm. Ekonomista Albert Edwards stwierdził: „Firmy wykorzystały najpierw pandemię, a potem wojnę na Ukrainie do »spekulowania«. Myślę, że w czasach, gdy spójność społeczna jest już na krawędzi, widok firm generujących ponadprzeciętne marże zysku w czasie kryzysu może jedynie rozpalić niepokoje społeczne. Jest to duży problem dla decydentów, którego po prostu nie można dłużej ignorować”. Na znaczący wpływ firm na wzrost inflacji zwrócili również uwagę m.in. ekonomiści z University of Massachusetts Amherst oraz Federal Reserve Bank of Kansas City.

### Podaż i popyt
Niektórzy ekonomiści zauważają, że zagregowana nadwyżka popytu na rynku to różnica między wielkością popytu a ilością podaży w funkcji ceny. W modelu z rosnącą krzywą podaży i opadającą krzywą popytu funkcja zagregowanej nadwyżki popytu przecina oś tylko w jednym punkcie, a mianowicie w punkcie, w którym przecinają się krzywe popytu i podaży. Twierdzenie Sonnenscheina-Mantela-Debreu pokazuje, że modelu standardowego nie można ogólnie rygorystycznie wyprowadzić z teorii równowagi ogólnej.
Model ustalania cen przez podaż i popyt zakłada doskonałą konkurencję. Jednak „ekonomiści nie mają odpowiedniego modelu tego, jak jednostki i firmy dostosowują ceny w modelu konkurencyjnym. Jeśli wszyscy uczestnicy są z definicji cenobiorcami, to aktor, który dostosowuje ceny w celu wyeliminowania nadmiernego popytu, nie jest określony”. Ekonomiści Neva Goodwin, Julie Nelson, Frank Ackerman w książce Microeconomics in Context stwierdzili:

Jeśli przez pomyłkę pomylimy precyzję z dokładnością, możemy zostać wprowadzeni w błąd, myśląc, że wyjaśnienie wyrażone w precyzyjnych terminach matematycznych lub graficznych jest w jakiś sposób bardziej rygorystyczne lub użyteczne niż takie, które uwzględnia szczegóły historii, instytucji lub strategii biznesowej. Nie o to chodzi. Dlatego ważne jest, aby nie pokładać zbytniego zaufania w pozornej precyzji wykresów podaży i popytu. Analiza podaży i popytu jest użytecznym, precyzyjnie sformułowanym narzędziem koncepcyjnym, które sprytni ludzie wymyślili, aby pomóc nam uzyskać abstrakcyjne zrozumienie złożonego świata. Nie zawiera ona – ani nie należy od niej oczekiwać – dokładnego i kompletnego opisu żadnego konkretnego rzeczywistego rynku światowego.

Francuski ekonomista Michel Husson uważał, że jedną z cech współczesnego kapitalizmu jest pogłębiająca się luka pomiędzy rentowną podażą i społecznym popytem. Według niego kapitalizm w pogoni za rentownością, nie tylko ma coraz większe problemy z zaspokajaniem elementarnych potrzeb społecznych, ale niekiedy w ogóle odmawia ich zaspokajania.

### Nadzór
Według psycholożki Shoshany Zuboff, nowego rodzaju kapitalizm, tj. „kapitalizm nadzoru”, zarabia na danych uzyskanych dzięki nowoczesnej inwigilacji. Stwierdziła, że po raz pierwszy została ona zastosowana i skonsolidowana przez amerykańskie przedsiębiorstwo Google. Powstała w wyniku „połączenia ogromnej potęgi technologii cyfrowej z radykalną obojętnością i wrodzonym narcyzmem kapitalizmu finansowego i jego neoliberalnej wizji, która zdominowała handel przez co najmniej trzy dekady, zwłaszcza w gospodarkach anglosaskich” i zależy od globalnej architektury mediacji komputerowej, która wytwarza rozproszony i w dużej mierze niekwestionowany nowy wyraz władzy, którą Zuboff określa „Wielkim Innym”.